# Gerhard Schröder (Politiker, 1910)

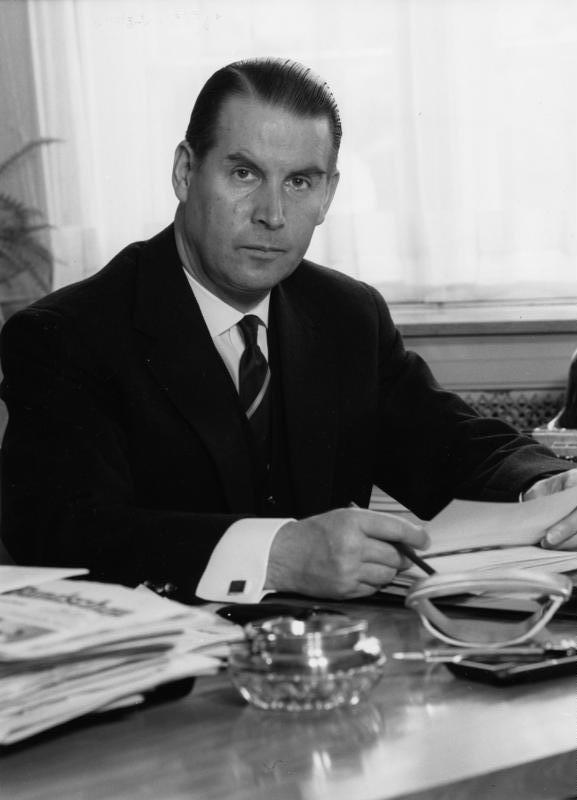
Gerhard Schröder als Bundesinnenminister 1960

Gerhard Schröder (* 11. September 1910 in Saarbrücken; † 31. Dezember 1989 in Kampen auf Sylt) war ein deutscher Politiker (CDU). Der Jurist war von 1953 bis 1961 Bundesminister des Innern, von 1961 bis 1966 Bundesminister des Auswärtigen und von 1966 bis 1969 Bundesminister der Verteidigung.
Schröder galt als dynamisch und kompetent, aber distanziert. Als Außenminister prägte er insbesondere die Ostpolitik und die Partnerschaft der Bundesrepublik Deutschland zu den USA und Großbritannien. Bei der Wahl des deutschen Bundespräsidenten 1969 unterlag er mit dem bisher knappsten Ergebnis einer Bundesversammlung dem SPD-Kandidaten Gustav Heinemann.

## Jugend und Ausbildung
Gerhard Schröder wurde 1910 als ältestes von drei Kindern des aus Ostfriesland stammenden Eisenbahnbeamten Jan Schröder und der Antina Schröder, geborene Duit, in Saarbrücken geboren. Er besuchte humanistische Gymnasien (das Ludwigsgymnasium in Saarbrücken, ein Gymnasium in Friedberg, das Landgraf-Ludwigs-Gymnasium Gießen) und absolvierte das Abitur am heutigen Max-Planck-Gymnasium in Trier im Jahr 1929.
Schröder nahm nach seinem Abitur das Studium der Rechtswissenschaft an der Albertus-Universität Königsberg auf, da er fern seines Heimatortes neue Erfahrungen sammeln wollte.
Später studierte er zwei Semester an der University of Edinburgh, wo ihn die britische Lebensart beeindruckte, der er sich zeitlebens verbunden fühlte.
Ab Sommer 1931 war er Student in Berlin, wo er die teilweise blutigen Auseinandersetzungen der politischen Kontrahenten in der Endphase der Weimarer Republik erlebte, und wechselte bald darauf an die Universität Bonn. In dieser Zeit engagierte er sich hochschulpolitisch und war Mitglied der Hochschulgruppe der DVP. Für diese zog er auch in den AStA der Universität ein.
In Bonn schloss Schröder das Jurastudium 1932 mit dem ersten und 1936 mit dem zweiten juristischen Staatsexamen ab.

## Assessorenzeit und Rechtsanwalt in Berlin 1933–1939
1934 wurde er in Bonn zum Dr. jur. promoviert. Seine Dissertation mit dem Titel Die außerordentliche Auflösung von Tarifverträgen war vor der Machtergreifung der Nationalsozialisten verfasst worden, so dass sie nach der neuen, von den Nationalsozialisten erlassenen Gesetzgebung überholt und nur noch Makulatur war. Die Universität befreite ihn daher von der Verpflichtung, die Doktorarbeit drucken zu lassen.
Ab 1933 war er zunächst Assistent an der Juristischen Fakultät der Universität Bonn. Von Oktober 1934 bis 1936 war er Referent am Kaiser-Wilhelm-Institut für ausländisches und internationales Privatrecht in Berlin. 1935 musste er das Referendarlager Hanns Kerrl bei Berlin für drei Monate besuchen, wo ihm nach eigenem Bekunden die politische Indoktrinierung missfiel. 1936 dann wurde er Anwaltsassessor in einer großen Kanzlei, deren Mitarbeiter überwiegend Juden waren. Sein Kanzleichef und späterer Partner, Walter Schmidt, bescheinigte ihm im Entnazifizierungsverfahren, dass er damals jüdischen und anderen verfolgten Mandanten zur Seite gestanden habe, so dass er des Öfteren mit dem Nationalsozialistischen Rechtswahrerbund, dem er unter der Mitgliedsnummer 013115 angehörte, Probleme gehabt habe. 1939 wurde er Rechtsanwalt mit der Spezialisierung auf Steuerrecht.

## Zweiter Weltkrieg 1939–1945
Im September 1939 wurde er zur Wehrmacht eingezogen und in der Nähe von Berlin zum Funker ausgebildet. Von September 1940 bis Mai 1941 erhielt er eine Freistellung von der Wehrmacht und war während dieser Zeit in seiner Kanzlei in Berlin tätig. Daraufhin wurde er ins besetzte Dänemark nach Silkeborg und auf die Insel Fanø kommandiert. Im Russlandfeldzug geriet er in den Kessel von Cholm und wurde dort durch einen Granatsplitter im rechten Unterschenkel verwundet, so dass er bis 1943 kriegsuntauglich war. Nach seiner Genesung wurde er als Funklehrer (zuletzt im Dienstgrad Unteroffizier) in der Nähe von Berlin eingesetzt und ergab sich den US-amerikanischen Truppen 1945 bei Calbe. Er wurde in einem britischen Kriegsgefangenenlager bei Bad Segeberg interniert und war dort Übersetzer. Bereits im Juni 1945 wurde er aus der Kriegsgefangenschaft entlassen.

## Familie

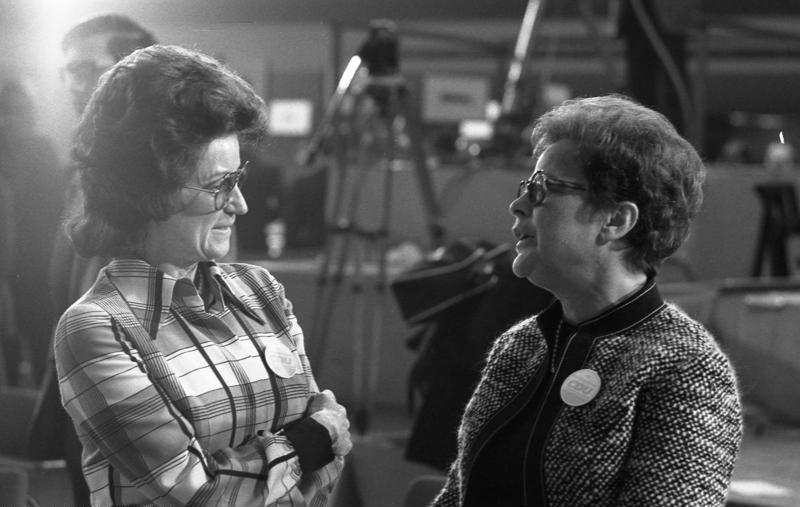
Brigitte Schröder 1972 (rechts) mit Krimhild Barzel

Seine Ehefrau Brigitte Schröder (geb. Landsberg), deren Bruder ein Freund und Studienkollege Schröders war, galt nach den Nürnberger Gesetzen aufgrund ihrer teilweise jüdischen Herkunft als „Mischling“. Die Hochzeit war daher nur mit einer Ausnahmegenehmigung der Wehrmacht möglich. Schröder musste schriftlich auf eine militärische Karriere verzichten, so dass er in der Wehrmacht lediglich den Rang eines Obergefreiten bekleidete. Die Hochzeit fand im Mai 1941 als Ferntrauung statt.
Gerhard und Brigitte Schröder hatten drei Kinder:
- Christina (* Dezember 1941)
- Jan (* Mai 1943)
- Antina (* Oktober 1945)[* 14]

## Berufliche Tätigkeit 1945–1953
Nach seiner Entlassung aus der Kriegsgefangenschaft traf er seine Frau, die mit den gemeinsamen Kindern vom Rittergut ihrer Eltern in Schlesien vor der Roten Armee geflohen war, in Hamburg wieder. Dort lebten sie zunächst bei seinen Eltern. Sein Vater Jan starb am 24. November 1945.

### Als Beamter 1945–1947
Noch 1945 bewarb sich Schröder beim Oberpräsidenten der Rheinprovinz, Hans Fuchs, in Düsseldorf und erhielt eine Anstellung als Oberregierungsrat. Diese behielt er auch, nachdem die britische Besatzungsmacht Fuchs durch Robert Lehr ersetzt hatte. In dieser Zeit knüpfte er auch Kontakte zu Konrad Adenauer und Kurt Schumacher.
Zum Jahreswechsel 1945 auf 1946 wurde er Leiter des deutschen Wahlrechtsausschusses in der britischen Besatzungszone. Dieser Ausschuss hatte die Aufgabe, der britischen Besatzungsmacht Vorschläge zum Ablauf der ersten Kommunalwahlen zu unterbreiten.
Mit der Gründung des Landes Nordrhein-Westfalen wurde er ins Innenministerium versetzt und war dort auch für Wahlfragen auf Landesebene zuständig. Mit dem damaligen SPD-Minister Walter Menzel kam es zu keiner konstruktiven Zusammenarbeit, was maßgeblich an dessen Festhalten am Verhältniswahlrecht lag, während Schröder ein Mehrheitswahlrecht favorisierte. Als ein ehemaliges Mitglied der SS namens Hans-Walter Zech-Nenntwich, der unter seinem neuen Namen Nansen als britischer Agent tätig war, Berater des Innenministers wurde, sorgte Schröder für dessen Entlassung, quittierte aber selbst daraufhin den Dienst, da das Vertrauensverhältnis zu seinem Dienstherren nicht mehr gegeben war. Zech-Nenntwich wurde später wegen Kriegsverbrechen rechtskräftig verurteilt.

### North German Iron and Steel Control 1947–1953
Ab 1947 arbeitete er bis 1953 als Rechtsanwalt und als Abteilungsleiter bei der „North German Iron and Steel Control“ (NGISC). Er war der Berater von Heinrich Dinkelbach, dem Chef der NGISC. Er war in dieser Zeit auch Mitglied der Aufsichtsräte zweier Stahlunternehmen geworden, des Hüttenwerkes Haspe AG in Hagen und der Duisburger Ruhrort-Meiderich AG. Aus dieser Zeit stammte auch seine Ablehnung gegenüber der KPD, die in beiden Aufsichtsräten stark vertreten war.
1948 wurde Elisabeth Nuphaus seine engste Mitarbeiterin, die bei ihm bis 1980 tätig gewesen ist.

## Parteien 1933–1989

### NSDAP 1933–1941

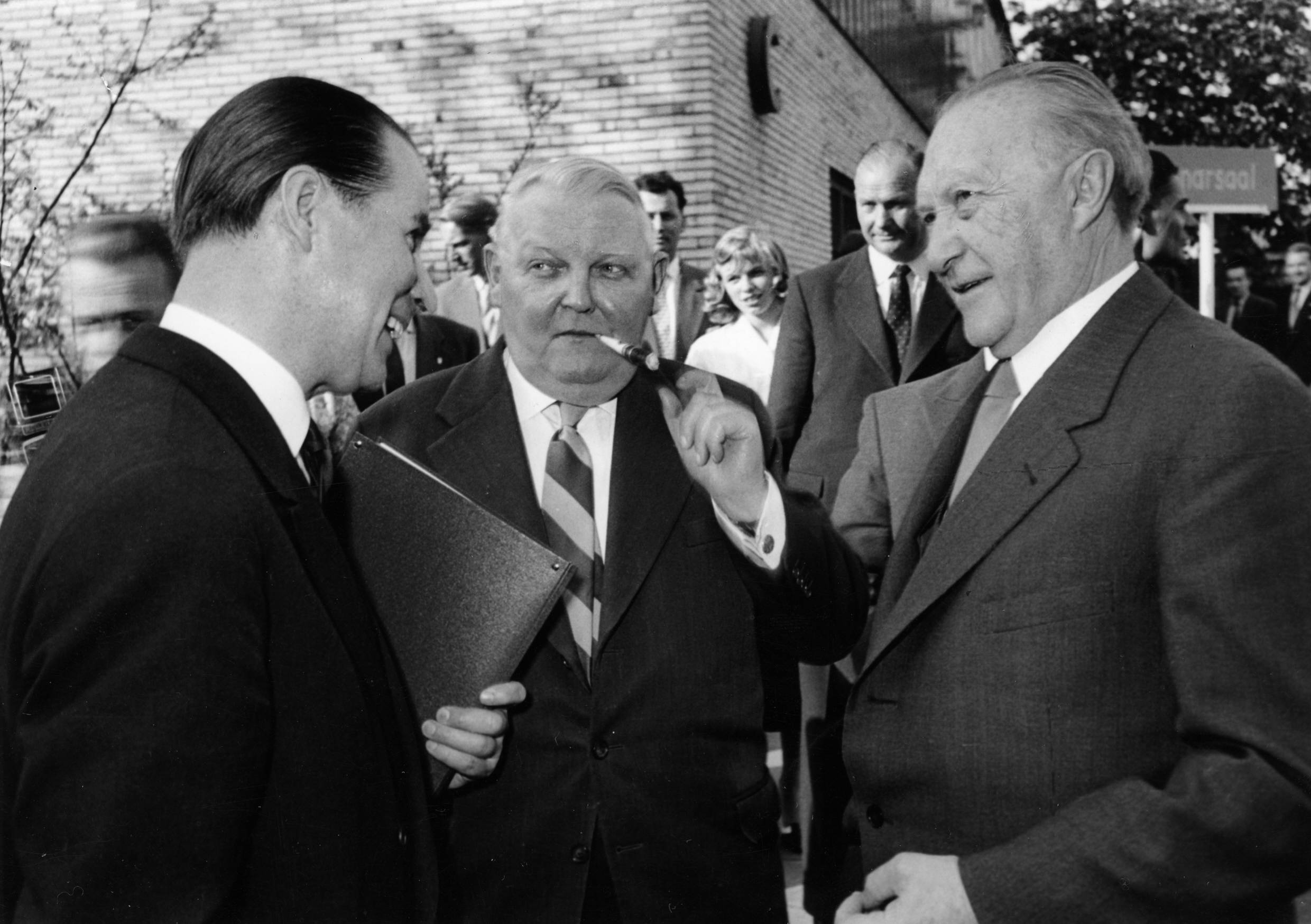
Gerhard Schröder beim 7. CDU-Bundesparteitag in Hamburg im Mai 1957 mit Konrad Adenauer und Ludwig Erhard

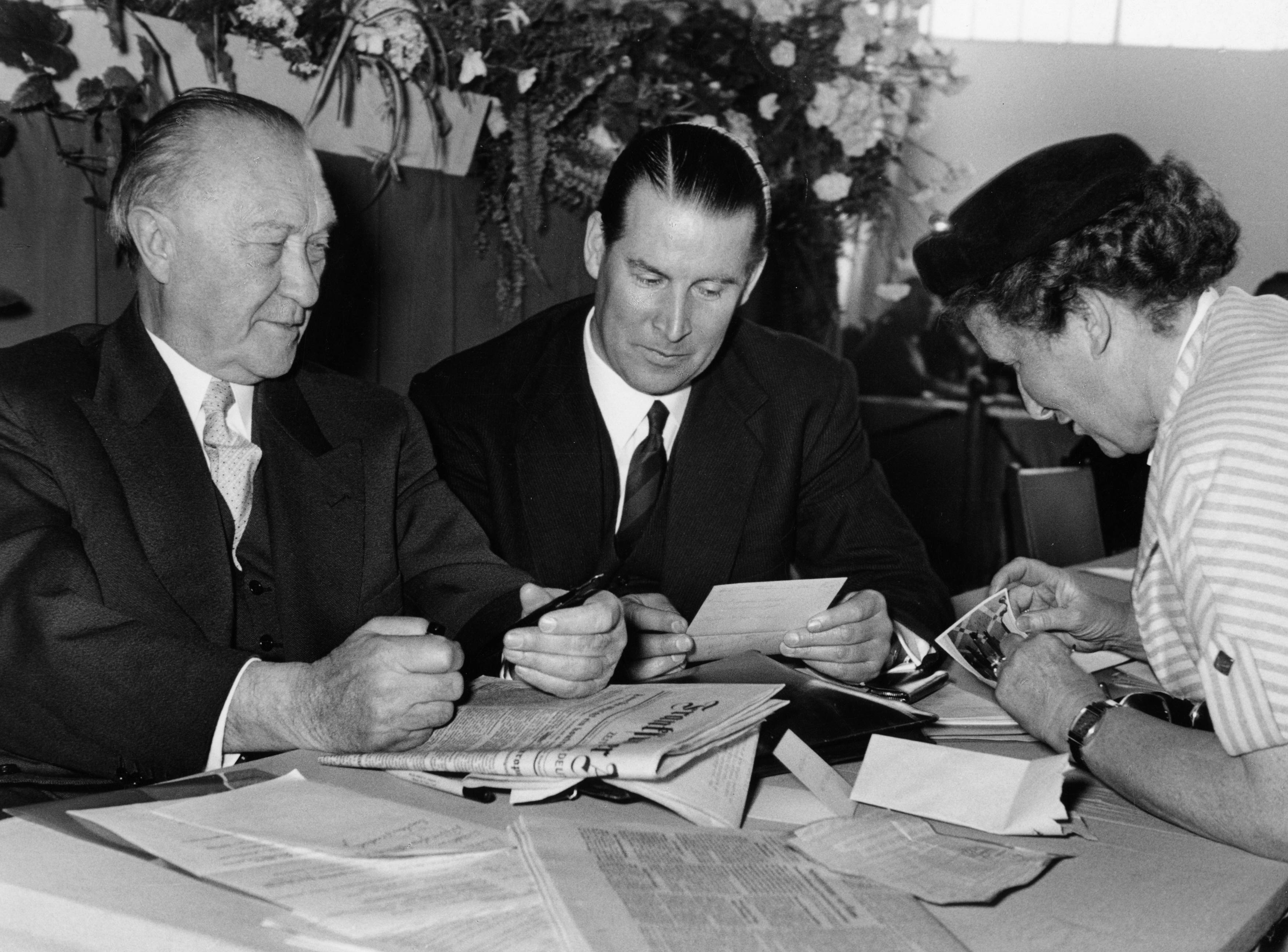
Schröder beim 7. Bundesparteitag in Hamburg mit Bundeskanzler Adenauer

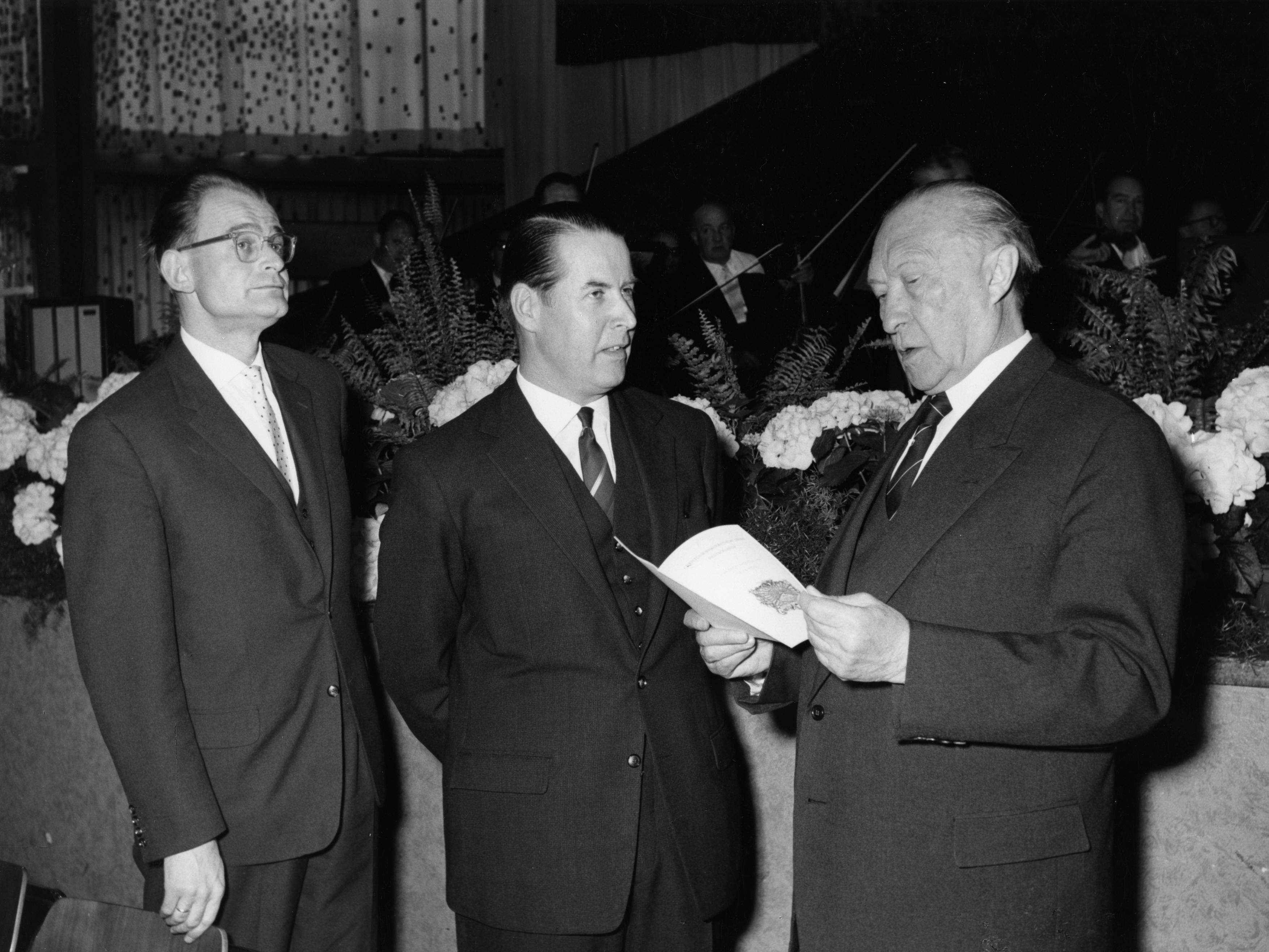
Gerhard Schröder mit Konrad Adenauer und Konrad Kraske beim Bundesparteitag 1960

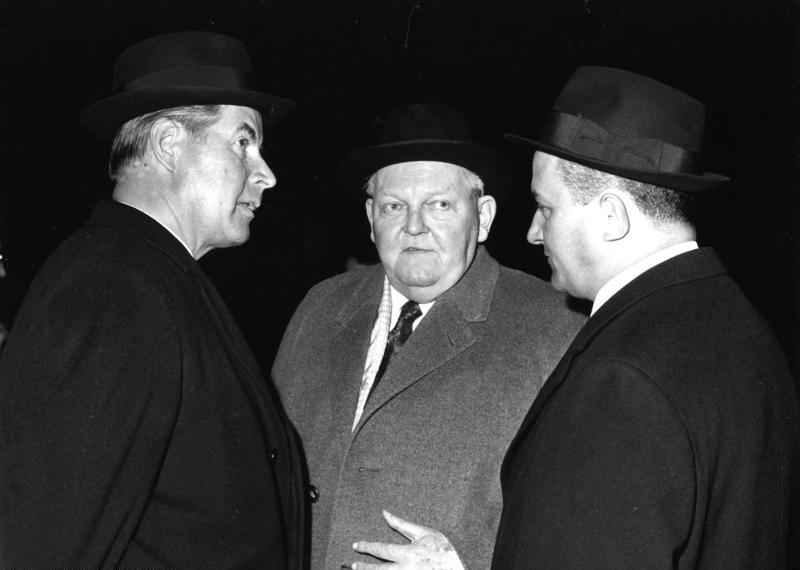
Gerhard Schröder als Außenminister am 1. März 1964 mit Bundeskanzler Ludwig Erhard und dem damaligen CDU-Fraktionsvorsitzenden Rainer Barzel am Bahnhof in Bonn vor deren Abreise in die Niederlande

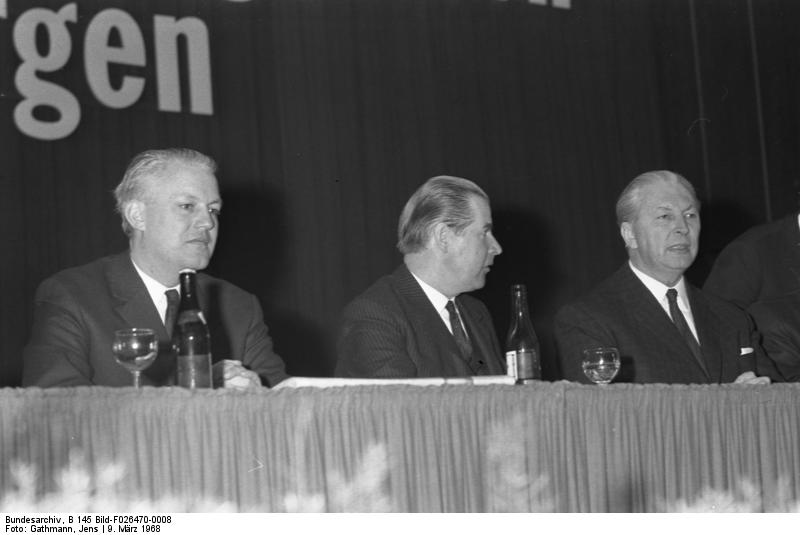
Gerhard Schröder mit Gerhard Stoltenberg und Kurt Georg Kiesinger beim evangelischen Arbeitskreis der CDU-CSU

Zum 1. Mai 1933 trat Schröder in Bonn in die NSDAP ein (Mitgliedsnummer 2.177.050). Auf Drängen des Präsidenten des Oberlandesgerichts wurde er gemeinsam mit allen anderen Referendaren auch Mitglied der SA. Beim Wechsel nach Berlin 1934 erneuerte er seine Mitgliedschaft jedoch nicht. Spätestens September 1943 trat Schröder aus der NSDAP aus.

### CDU 1945–1989

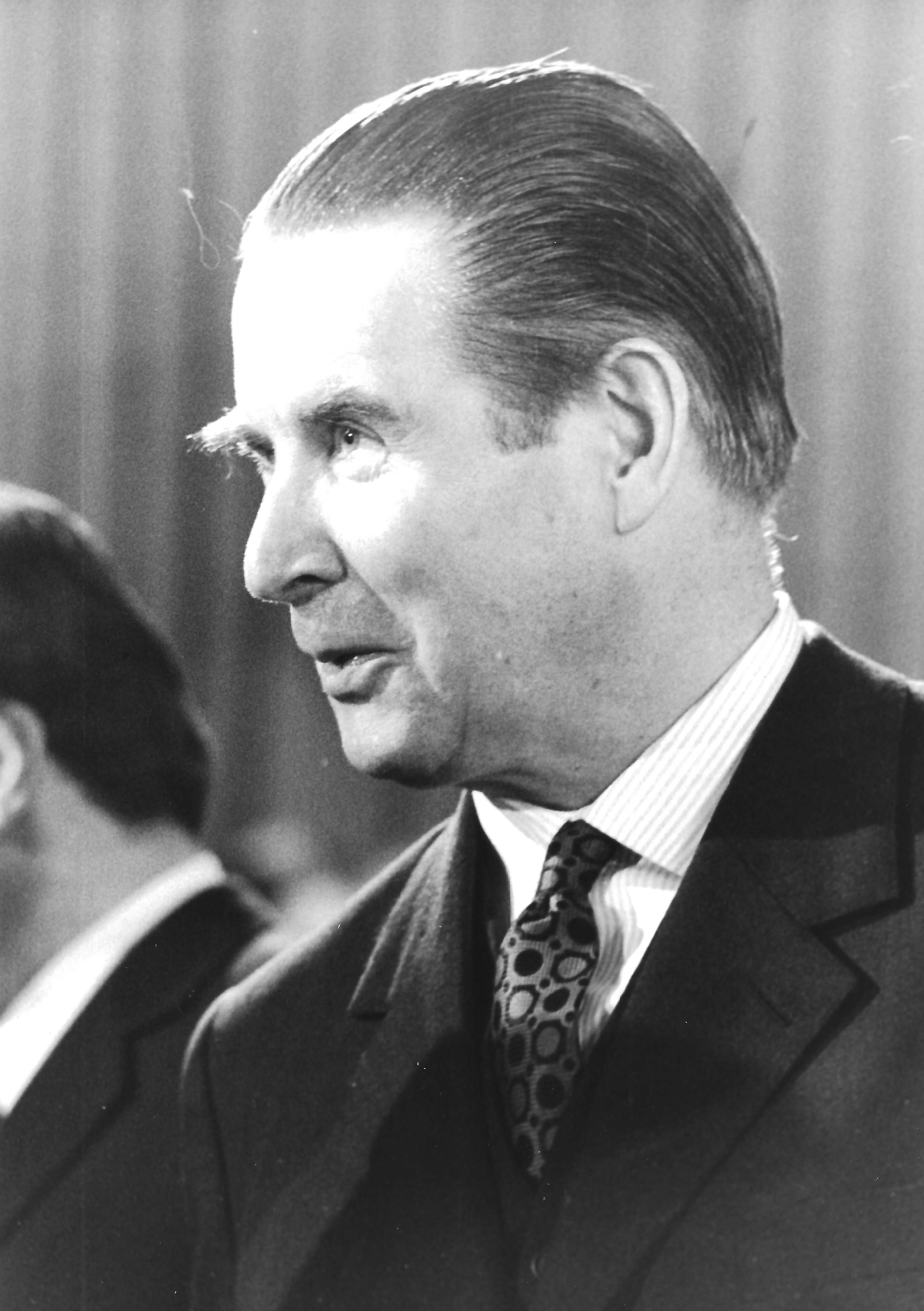
Bundesparteitag Jan. 1971 in Düsseldorf

1945 gehörte Schröder zu den Mitbegründern der CDU. In der Zeit bis 1949 galt er als führender Wahlrechtsexperte in seiner Partei und leitete daher 1948 den Arithmetischen Ausschuss, der der CDU das Eintreten für ein Mehrheitswahlrecht empfahl.
Von 1950 bis 1979 gehörte er dem geschäftsführenden Vorstand der Rheinischen CDU an.
Von 1967 bis 1973 war er Stellvertretender Bundesvorsitzender seiner Partei. Er wurde auf dem Bundesparteitag in Braunschweig mit 405 von 562 Stimmen gewählt, es war das beste Ergebnis der fünf gewählten Stellvertreter Kiesingers. Im November 1970 wurde er in diesem Amt bestätigt, aber mit dem schlechtesten Ergebnis der gewählten Kandidaten.
Auf dem Bundesparteitag in Saarbrücken 1971 hatte er mit Helmut Kohl abgesprochen, dessen Kandidatur zum Parteivorsitz aktiv zu unterstützen, um im Gegenzug Kanzlerkandidat der Union bei der nächsten Bundestagswahl zu werden. Hauptkonkurrent war Rainer Barzel, der gleich nach beiden Posten strebte, um diese mit seinem Fraktionsvorsitz zu vereinigen. Im entscheidenden Augenblick zögerte Schröder mit seiner Unterstützung für Kohl und wurde in der Folge auch nicht der nächste Kanzlerkandidat.
Bei der Bundestagswahl 1972 gehörte Schröder neben Franz Josef Strauß und Hans Katzer zur Kernmannschaft des CDU-Kanzlerkandidaten Rainer Barzel und vertrat die Bereiche Außen- und Sicherheitspolitik.

#### Evangelischer Arbeitskreis der CDU
Im Mai 1952 wurde in Siegen der Evangelische Arbeitskreis von CDU und CSU gegründet, um die katholisch dominierte Union interkonfessionell zu öffnen. Nachdem die beiden ersten Sprecher des EAK, Hermann Ehlers und Robert Tillmanns, 1954 respektive 1955 im Amt verstorben waren, wählten am 2. Dezember 1955 die Delegierten einstimmig Gerhard Schröder in Abwesenheit zu ihrem neuen Sprecher. Schröder besaß innerhalb der CDU zuvor keine eigene Hausmacht, so dass er sich durch dieses Amt weiter im innersten Zirkel der Parteispitze festsetzen konnte. Seit dieser Zeit fiel sein Name auch öfters spekulativ in den Medien als ein möglicher Kanzlerkandidat der Union. Schröder war einer der wichtigsten Repräsentanten des protestantischen Teils der Union und von 1955 bis 1978 durchgehend Sprecher des EAK. Sein Nachfolger wurde der spätere Bundespräsident Roman Herzog.

#### Bundespräsidentenwahl 1959
Da Theodor Heuss (FDP) aufgrund der Vorgaben des Grundgesetzes nach seiner zweiten Amtszeit als Bundespräsident 1959 zur Wiederwahl nicht mehr zur Verfügung stand, ergab sich für die Union die Möglichkeit, einen eigenen Kandidaten zu platzieren. Schröder wurde im Januar 1959 zu sondierenden Gesprächen zu Ludwig Erhard geschickt, ob dieser nicht für das höchste Staatsamt bereitstünde. Erhard winkte aber ab. Daraufhin gehörte Schröder dem 16-köpfigen Auswahlgremium der beiden Unionsparteien an, das am 24. Februar 1959 Erhard als Kandidaten für das Amt des Bundespräsidenten vorschlug. Dieser lehnte jedoch erneut ab.
Als Kanzler Adenauer dann sich selbst als Kandidaten für das Bundespräsidentenamt ins Spiel brachte, war Schröder sofort für diese Option. Als sich aber herausstellte, dass sich Erhard gestützt auf die Bundestagsfraktion und die öffentliche Meinung als Kanzlerkandidat sah, verwarf Adenauer seine eigene Kandidatur auch zum Leidwesen Schröders wieder. Es deutete sich bereits der aufziehende Kampf zwischen Erhard und Adenauer um Adenauers Nachfolge an, da Letzterer mit allen zur Verfügung stehenden Mitteln Erhard als Bundeskanzler verhindern wollte. Schröder verhielt sich bei aller Sympathie zu Erhard in dieser Zeit immer auch loyal zu Adenauer, der in dieser Parteikrise sehr viel von seiner Reputation einbüßte. Eine Umfrage des Emnid-Meinungsforschungsinstituts ergab zu diesem Zeitpunkt bei der Kanzlerfrage eine Mehrheit für Erhard von 51 Prozent zu 32 Prozent für Adenauer.
Da Adenauer nun nach Alternativen zu Erhard suchte, rückte Schröder das erste Mal in seinen Fokus, als er ihn einigen Parteifreunden neben Kai-Uwe von Hassel und Heinrich Krone als möglichen Herausforderer Erhards ankündigte.

## Abgeordneter 1949–1980

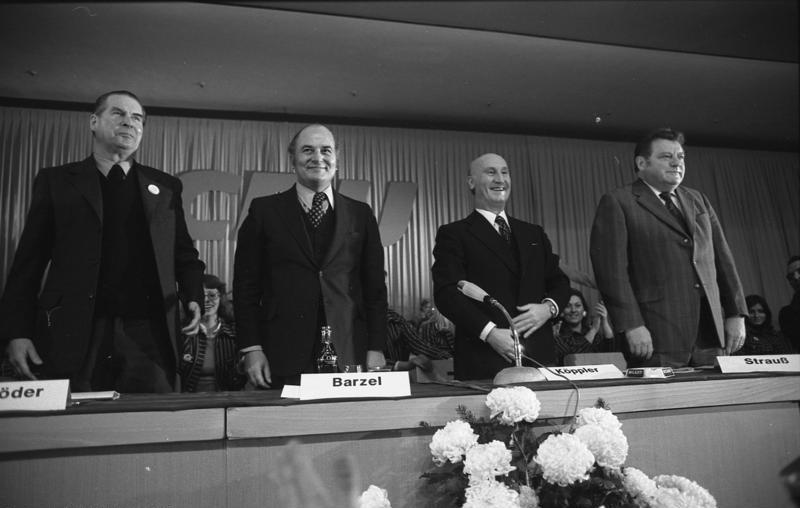
Gerhard Schröder (links) neben dem CDU-Bundeskanzlerkandidaten Rainer Barzel im Bundestagswahlkampf 1972

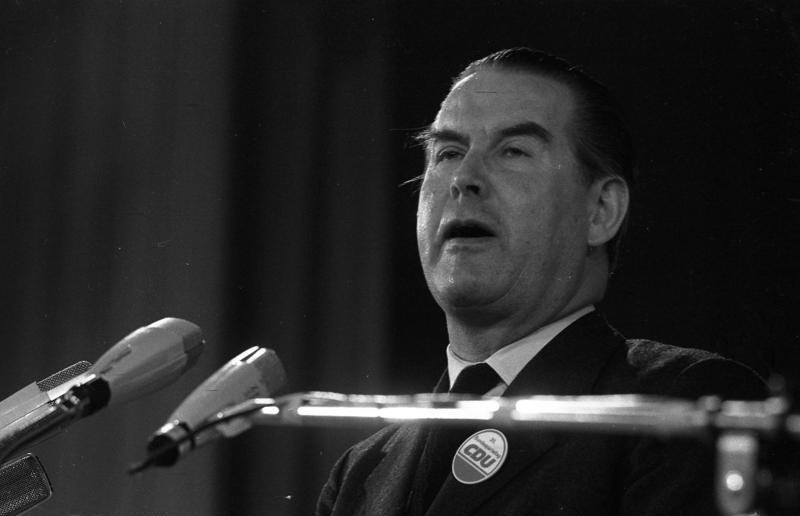
Gerhard Schröder als Wahlkampfredner 1972

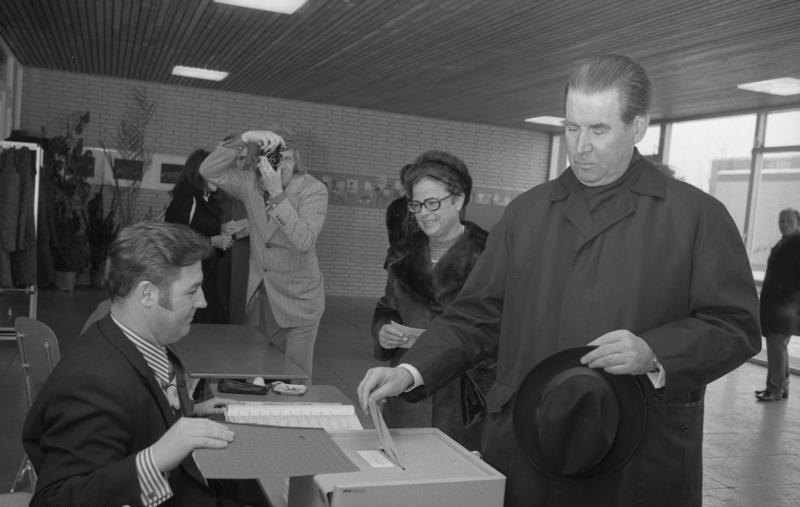
Gerhard Schröder bei der Stimmabgabe mit Gattin zur Bundestagswahl 1972

### Vor der Bundesministerzeit im Bundestag 1949–1953
Von 1949 bis 1980 war Schröder Mitglied des Deutschen Bundestages.
Durch seine vorherige Arbeit bei der Stahltreuhandverwaltung geprägt, setzte sich Schröder innerhalb der CDU-Bundestagsfraktion für das Betriebsverfassungsgesetz ein, das am 14. November 1952 beschlossen wurde.
1952 gehörte Schröder zu einer Gruppe von 34 Abgeordneten der CDU/CSU-Fraktion, die einen Gesetzentwurf zur Einführung des relativen Mehrheitswahlrechts in den Bundestag einbrachten, womit sie allerdings die Stabilität der Koalition gefährdeten, da die kleineren Parteien ein Mehrheitswahlrecht nicht unterstützten. Schröder brachte daraufhin einen Antrag ein, der eine Sperrklausel bei Bundestagswahlen vorsah. Das heute gültige Wahlrecht zum Bundestag basiert auf seinem Antrag.
Vom 24. Juni 1952 bis zum 20. Oktober 1953 war er stellvertretender Fraktionsvorsitzender der CDU/CSU-Bundestagsfraktion. Dieses Amt gab er auf, als er Bundesinnenminister wurde.
Von März bis Mitte April 1953 folgte er mit einigen jungen Politikern der Regierungskoalition einer Einladung des State Departments in die USA. Diversen Besuchen bei dortigen Regierungsbehörden und auch militärischen Einrichtungen folgte eine kurze Audienz beim damaligen Präsidenten der Vereinigten Staaten, Dwight D. Eisenhower.

### Nach der Bundesministerzeit im Bundestag 1969–1980
Von 1969 bis 1980 war er Vorsitzender des Auswärtigen Ausschusses. In dieser Eigenschaft war er der erste bundesdeutsche Spitzenpolitiker, der eine Einladung in die Volksrepublik China erhielt. Dort verhandelte er vom 13. bis 29. Juli 1972 mit dem chinesischen Premierminister Zhou Enlai über die später erfolgte Aufnahme von diplomatischen Beziehungen.
Ebenso reiste er in dieser Eigenschaft im Januar 1971 das erste Mal in die UdSSR nach Moskau. Trotz des Besuches übte Schröder im Bundestag scharfe Kritik an den Ostverträgen.
Ebenso traf er 1971 mit dem neuen US-Präsidenten Richard Nixon zusammen, um über die Entspannungspolitik zu diskutieren. Nixon und Schröder kannten sich noch aus ihrer Zeit als US-Vizepräsident bzw. Bundesinnenminister.
Am 27. April 1972, als die CDU/CSU-Fraktion das erste konstruktive Misstrauensvotum in den Deutschen Bundestag einbrachte, antwortete er dem damaligen Bundesaußenminister Walter Scheel auf dessen Rede zur Außenpolitik der sozialliberalen Koalition und begründete damit außenpolitisch den Antrag der CDU/CSU-Fraktion auf Abwahl der Regierung Brandt und Wahl Rainer Barzels.
Ein umstrittenes Treffen hatte er Ende 1974 als Vorsitzender des Auswärtigen Ausschusses mit Jassir Arafat, das in der sozialliberalen Regierungskoalition, aber auch innerparteilich umstritten war.
Bei der Debatte um die Ostverträge war Schröder ein Warner vor zu großer Euphorie in der Entspannungspolitik; obwohl er sie befürwortete, sah er in ihr nicht den Schlüssel zur Deutschen Einheit.

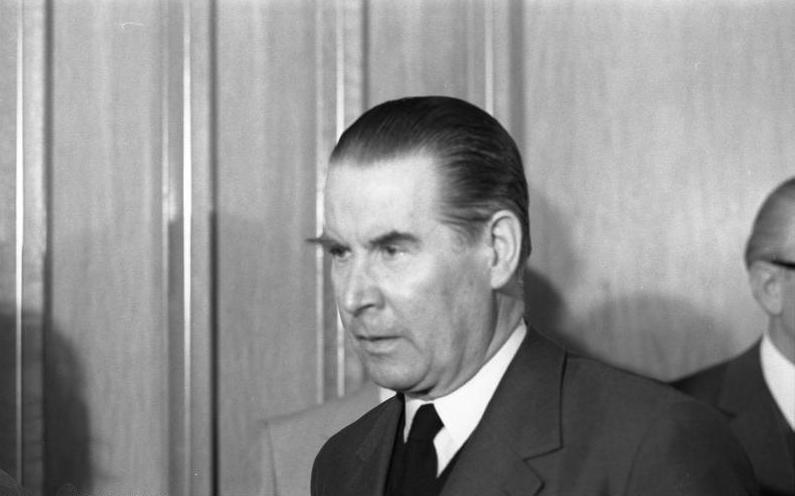
Gerhard Schröder bei der Wahl des neuen CDU/CSU-Fraktionsvorsitzenden am 17. Mai 1973

Nachdem Rainer Barzel den Fraktions- und Parteivorsitz am 9. Mai 1973 niedergelegt hatte, was Schröder sehr bedauerte, kandidierte Schröder am 17. Mai 1973 gegen seinen ehemaligen Staatssekretär Karl Carstens um dieses Amt und wieder gegen Richard von Weizsäcker. Er unterlag aber deutlich mit 28 Stimmen bei 58 Stimmen für Weizsäcker und 131 für Carstens, den Helmut Kohl favorisierte. Diese Niederlage war das Ende seines Spitzenpolitikerdaseins, denn er wurde nie mehr für wichtige Ämter in Erwägung gezogen und rutschte ab in den Status des Elder statesman.
Schröder gehörte neben Ludwig Erhard, Hermann Götz (beide CDU), Richard Jaeger, Franz Josef Strauß, Richard Stücklen (alle CSU), Erich Mende (FDP, später CDU), Erwin Lange, R. Martin Schmidt und Herbert Wehner (alle SPD) zu den zehn Abgeordneten, die seit der Bundestagswahl 1949 dem Parlament 25 Jahre ununterbrochen angehörten.
Schröder ist der Vorsitzende des Auswärtigen Ausschusses, der mit elf Jahren die längste Amtszeit innehatte, sein Nachfolger wurde sein ehemaliger Weggefährte Rainer Barzel.

### Wahlkreiskandidat 1949–1969 und Listenkandidat 1972–1976
Gerhard Schröder ist zuletzt über die Landesliste Nordrhein-Westfalen (1969, 1972 und 1976) und davor stets als direkt gewählter Abgeordneter des Wahlkreises Düsseldorf-Mettmann bzw. Düsseldorf-Mettmann II (1965) in den Bundestag eingezogen. Diesen Wahlkreis sollte ursprünglich der ehemalige Zentrumspolitiker Richard Muckermann erhalten, aber die Delegierten wählten mit großer Mehrheit Schröder, da der katholische Muckermann in dem stark evangelisch geprägten Wahlkreis vermutlich chancenlos gewesen wäre. Bei der ersten Wahl (1949) hatte Schröder noch keine Listenabsicherung.
In seinem ersten Bundestagswahlkampf 1949 war sein Wahlkampfslogan Für Gesundheit-Arbeit-Frieden. Er gewann den Wahlkreis mit 34,1 % der Stimmen und einem Vorsprung von 2,7 Prozentpunkten vor seinem sozialdemokratischen Kontrahenten.
Bei der Wahl zum 2. Deutschen Bundestag erhielt er als Wahlkreiskandidat 52 Prozent der Erststimmen und somit rund vier Prozentpunkte mehr als die CDU an Zweitstimmen, 1957 erreichte er sein bestes Ergebnis an Erststimmen mit 54,2 Prozent und damit auch das beste Ergebnis, das je ein Kandidat in diesem Wahlkreis erzielen konnte. 1961 erhielt er 44,9 Prozent der Erststimmen (zum Vergleich: die Union erhielt 45,3 % der Zweitstimmen).
In diesem Wahlkampf trat er als Vertreter Adenauers in der Fernsehsendung Unter uns gesagt von Kurt Wessel auf. Ludwig Erhard war verstimmt, dass nicht er als Vizekanzler in die Sendung eingeladen wurde.
Bei der Bundestagswahl 1965 gelang es Schröder ein letztes Mal, seinen Wahlkreis mit 48,6 Prozent der Erststimmen klar zu behaupten. Bei der Bundestagswahl 1969 konnte Schröder, bei deutlichen Stimmengewinnen der SPD, das erste Mal seinen Wahlkreis nicht verteidigen. Er zog trotzdem in den Bundestag ein, da er auf der Landesliste Nordrhein-Westfalens den ersten Platz erhalten hatte.
Bei den Bundestagswahlen 1972 und 1976 kandidierte er nur noch auf der Landesliste. 1972 war er auf dem zweiten Listenplatz hinter Kanzlerkandidat Barzel und 1976 auf dem sechsten Platz.
1980 wollte Schröder erneut über einen Platz auf der Landesliste in den Bundestag einziehen. Er wurde aber aus drei Gründen nicht nominiert: durch die verlorene Landtagswahl in Nordrhein-Westfalen 1980 hatte die CDU NRW einen Kandidatenüberschuss; der Kanzlerkandidat der Union, Franz Josef Strauß, wollte seinen unionsinternen Intimfeind nicht im 9. Bundestag sehen und der CDU-Vorsitzende Helmut Kohl war nur mäßig an Schröder im Bundestag interessiert. So wurde Schröder mit relativ ruppigen Mitteln von der Landesliste getilgt und mit Ablauf der Legislaturperiode endete seine Zeit im Bundestag.

## Öffentliche Ämter 1953–1969

### Bundesinnenminister 1953–1961

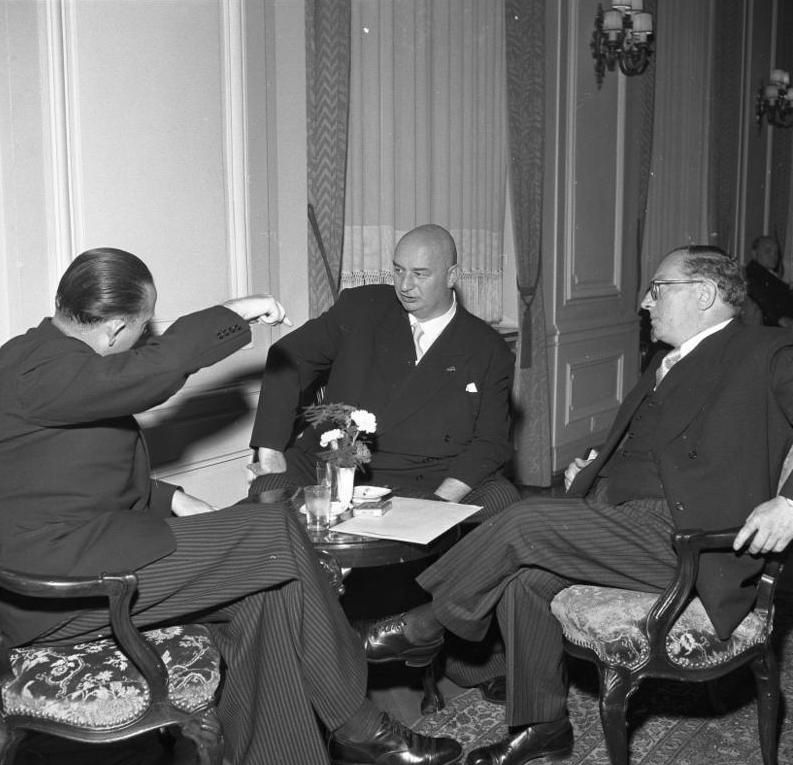
Schröder mit Jakob Kaiser bei der Einweihung des Gürzenich 1955 in Köln

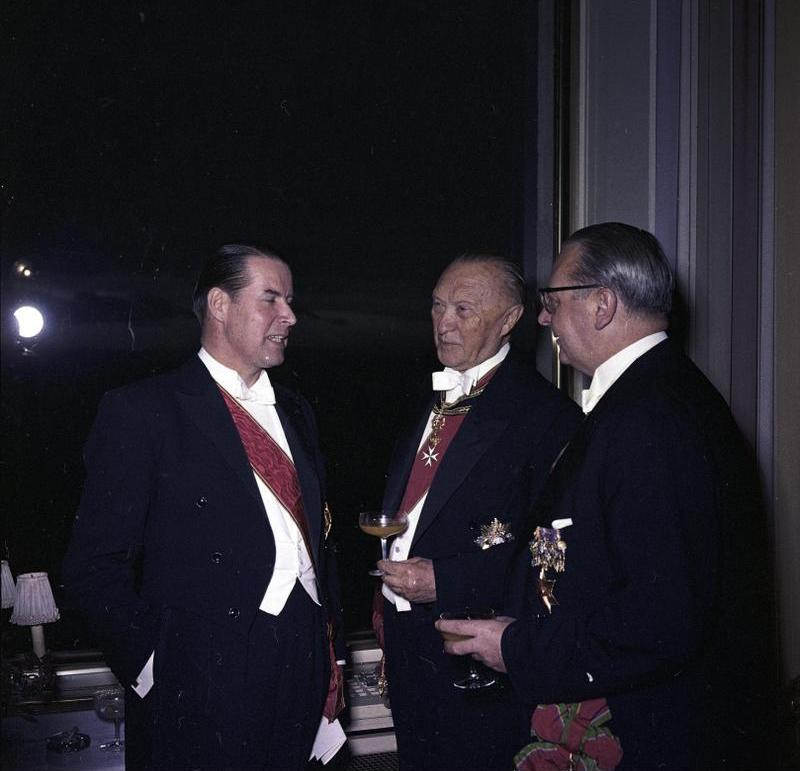
Schröder 1960 mit Adenauer und von Brentano beim Empfang des Königs von Thailand

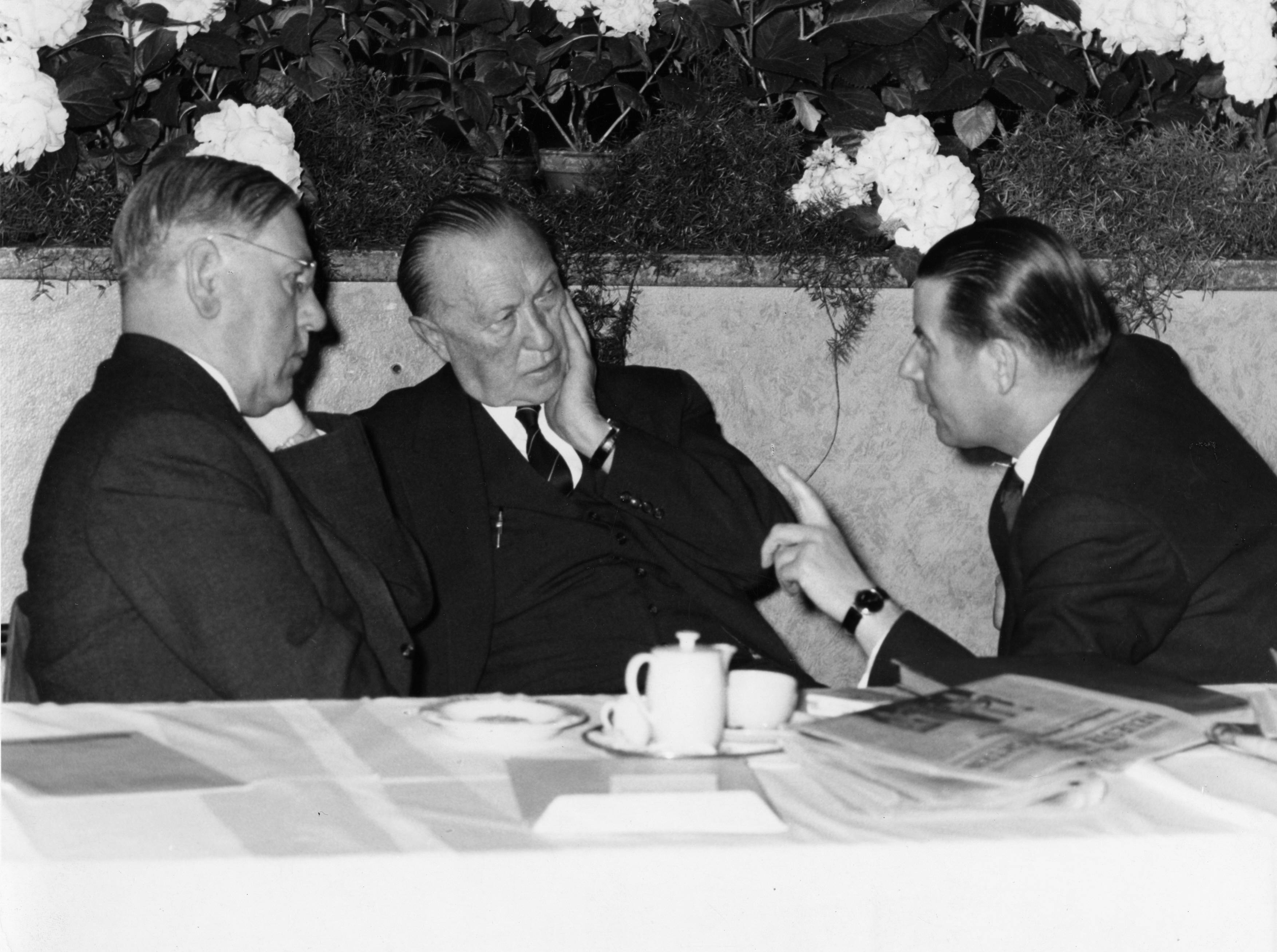
Beim 9. Bundesparteitag der CDU 1960 in Karlsruhe ist Schröder (rechts) mit Konrad Adenauer und Heinrich Krone zu sehen

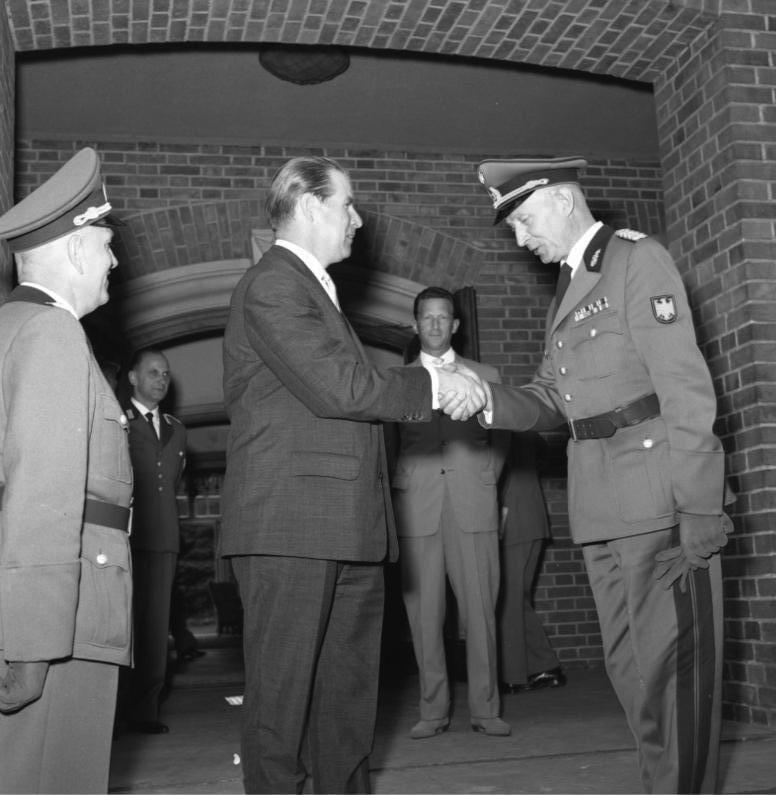
Schröder 1961 beim Jubiläum des Bundesgrenzschutzes in Lübeck

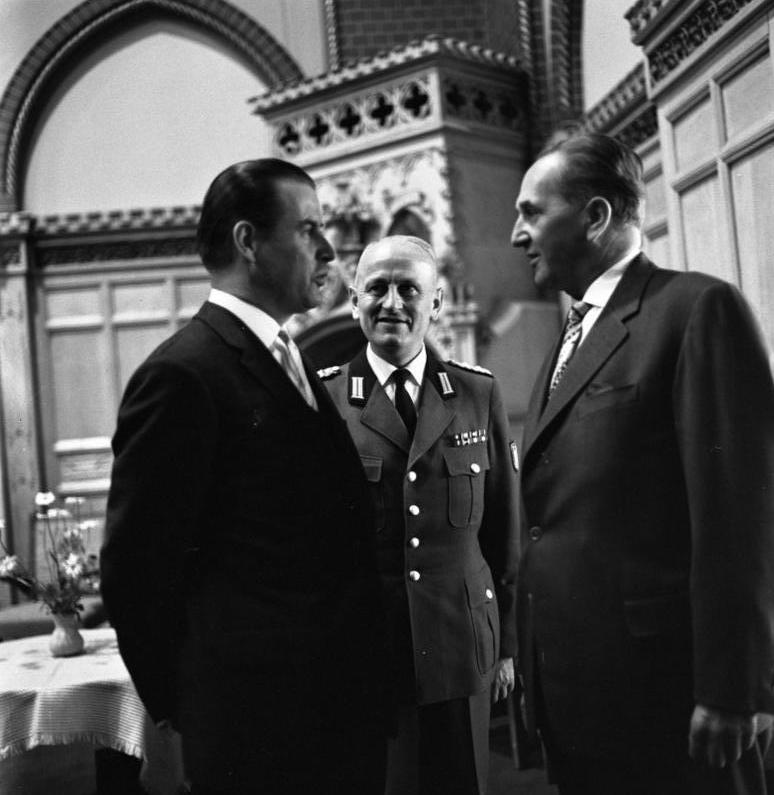
Schröder mit einem BGS-Offizier in Lübeck 1961

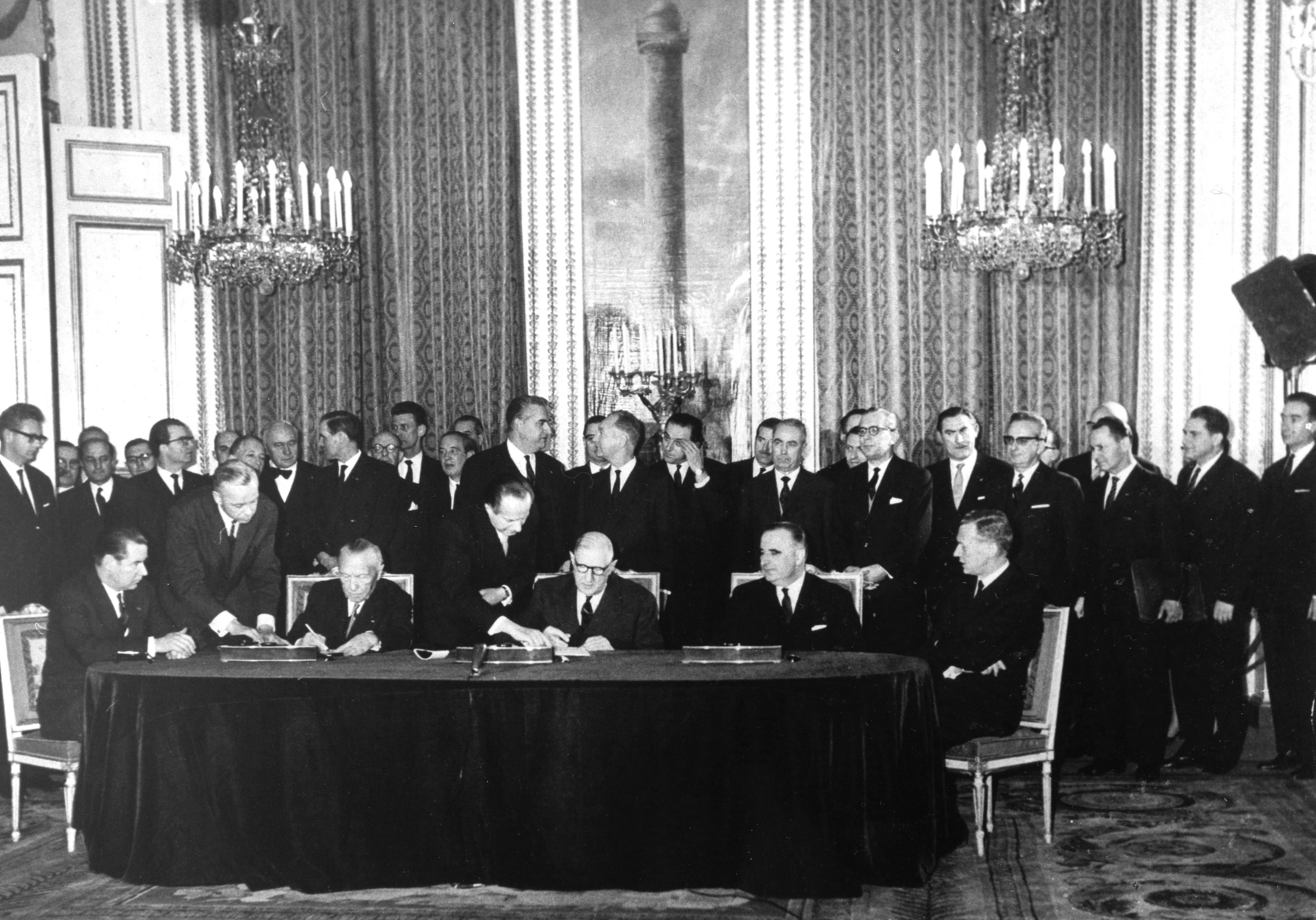
Gerhard Schröder bei der Unterzeichnung des Élysée-Vertrages 1963

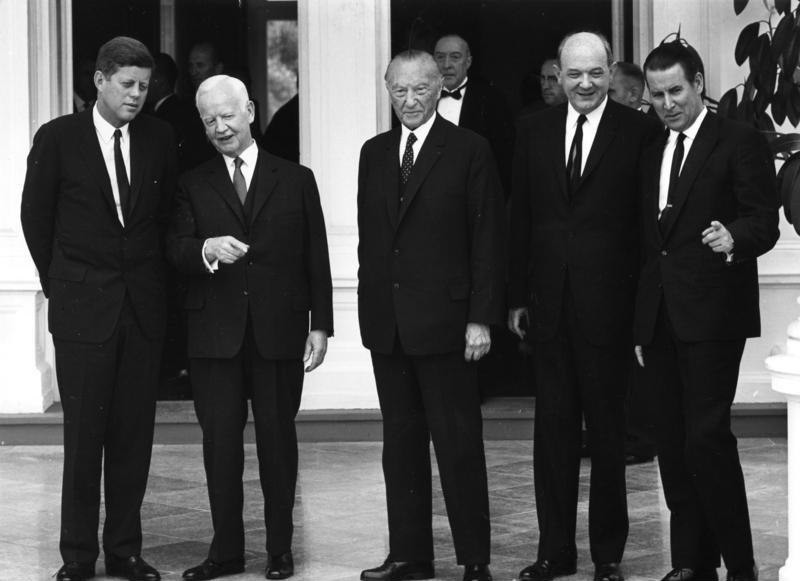
Gerhard Schröder mit (von links) US-Präsident John F. Kennedy, Bundespräsident Heinrich Lübke, Bundeskanzler Konrad Adenauer, US-Außenminister Dean Rusk (1963)

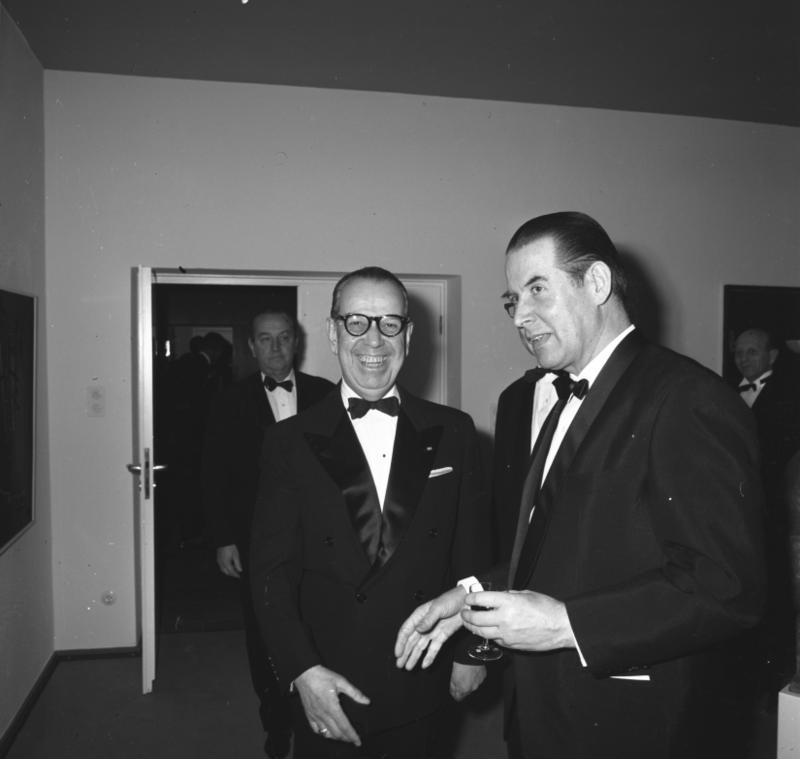
1964 empfängt Schröder seinen türkischen Amtskollegen Feridun Cemal Erkin

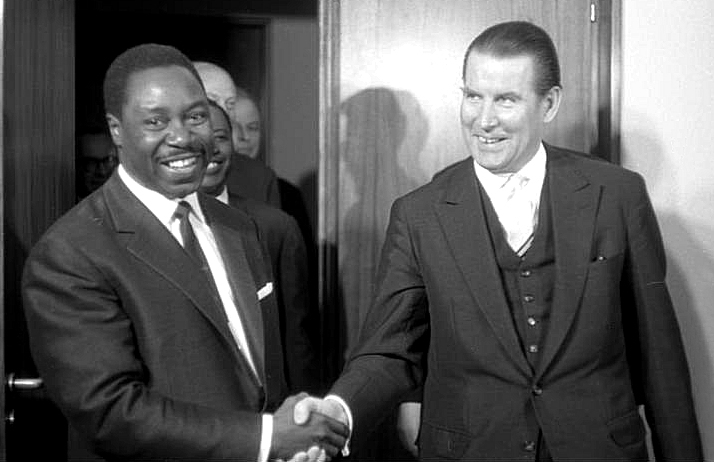
Außenminister Schröder am 25. März 1964 mit dem Außenminister von Guinea Lansana Beavogui in Bonn

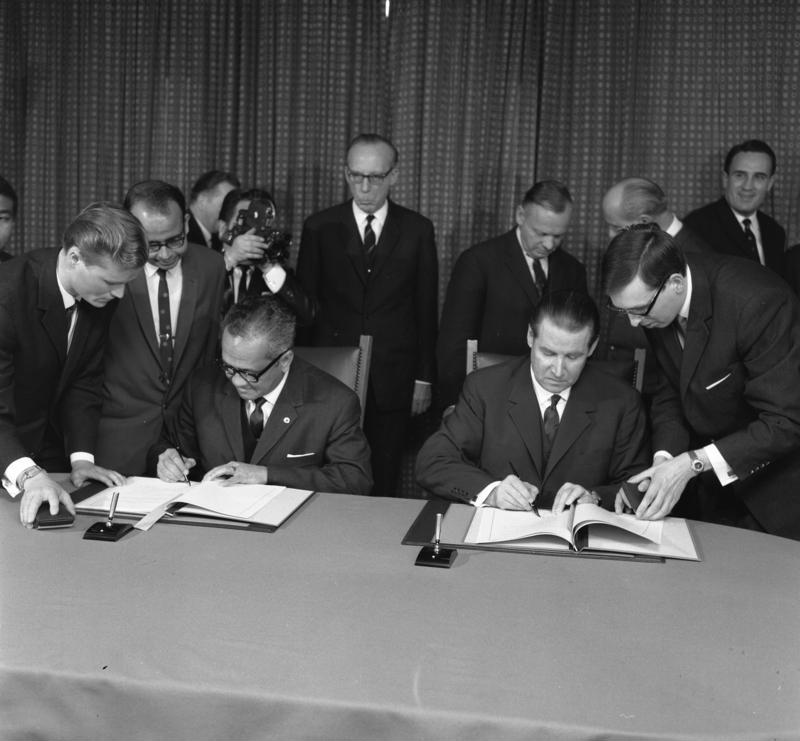
Schröder beim Unterzeichnen des Vertrages zur Entwicklungshilfe mit Malaysia in Bonn am 8. November 1965

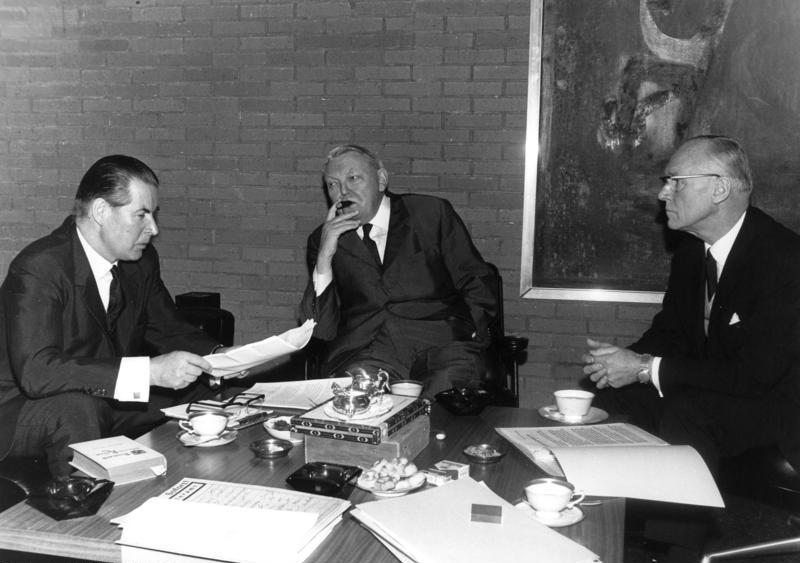
Schröder bei Bundeskanzler Erhard mit Ludger Westrick im Kanzlerbungalow am 27. November 1965

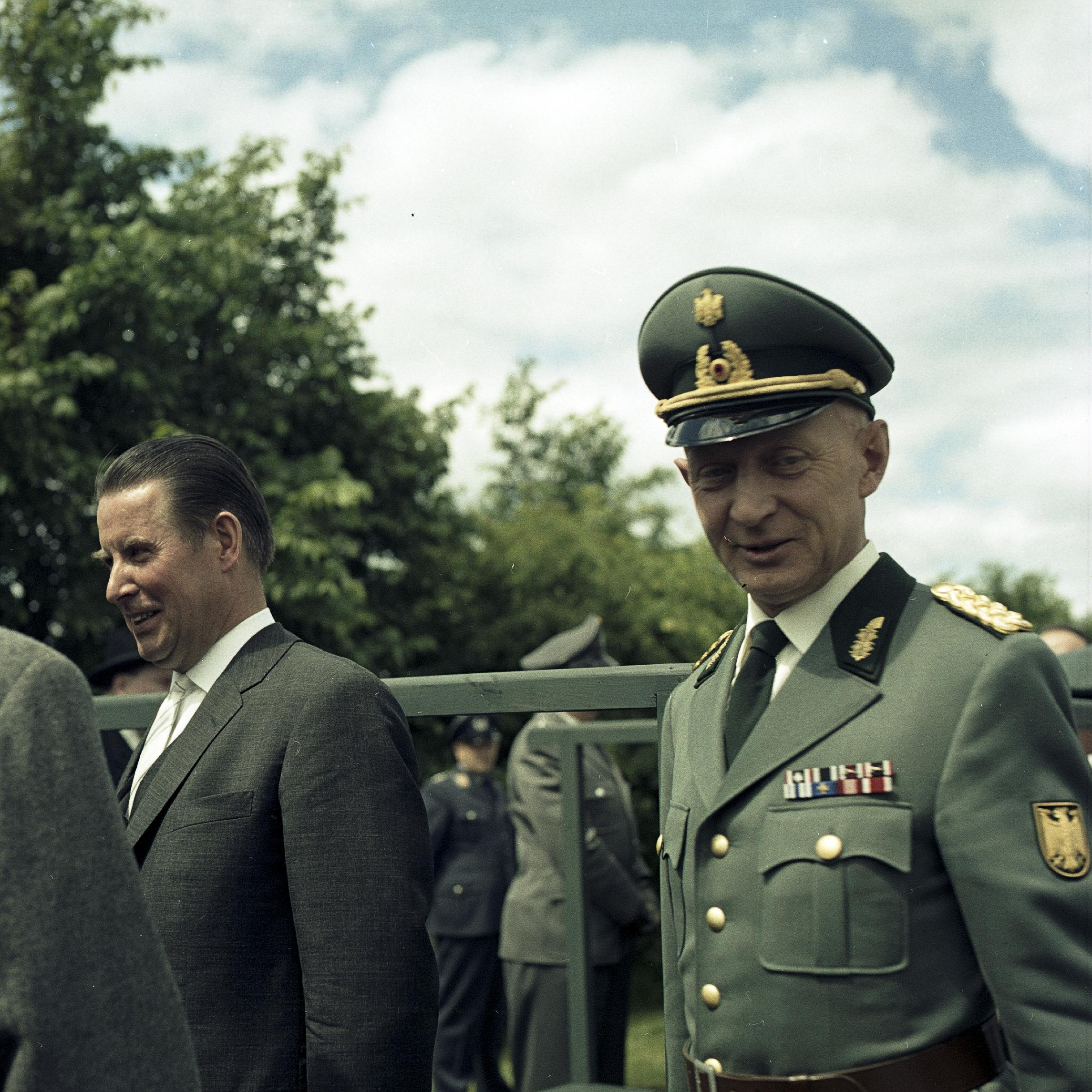
Schröder als Bundesinnenminister 1961 mit Brigadegeneral im BGS Alfred Samlowski im Gespräch

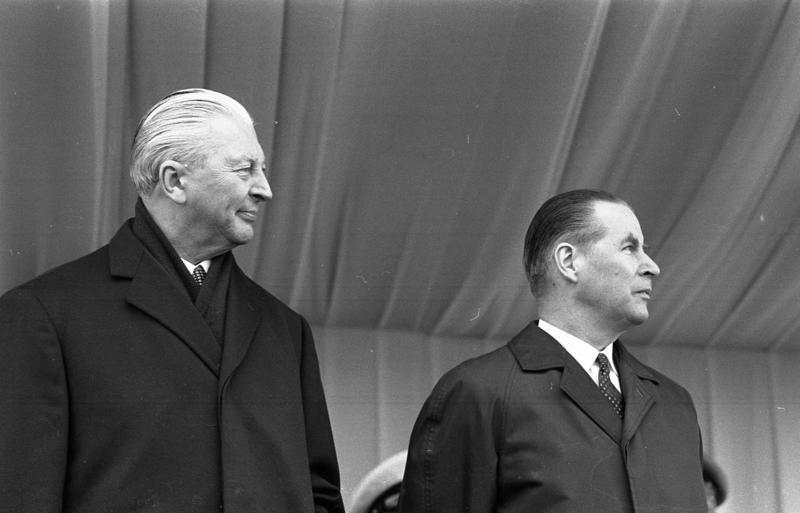
Schröder mit Bundeskanzler Kiesinger bei der Bundeswehrparade zum NATO-Jubiläum am 6. Juni 1969 auf dem Nürburgring

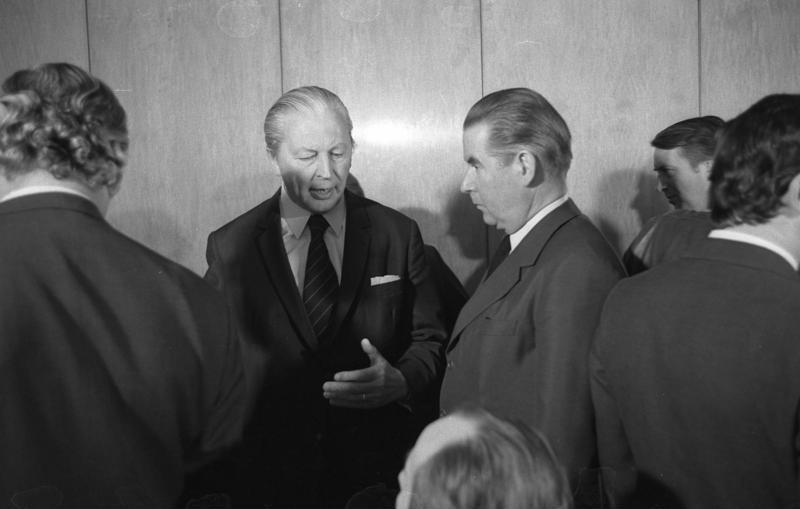
Schröder mit Kiesinger im Mai 1973 in der Unionsfraktion

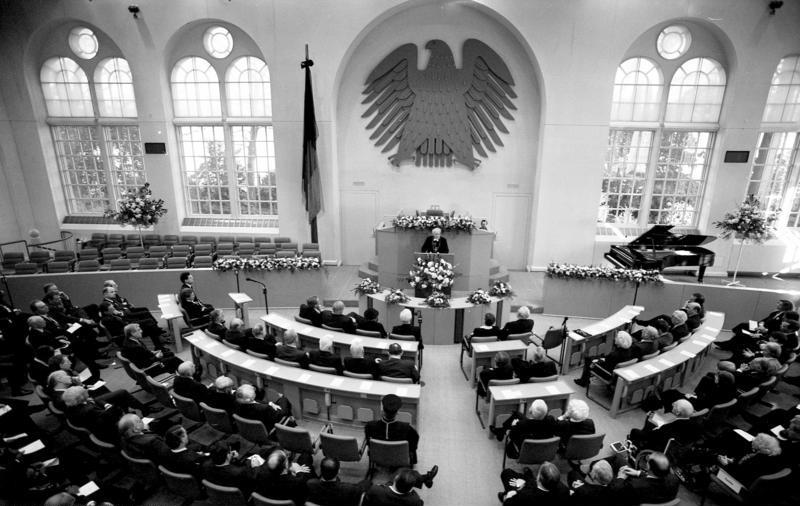
Staatsakt im Bundestag für Gerhard Schröder

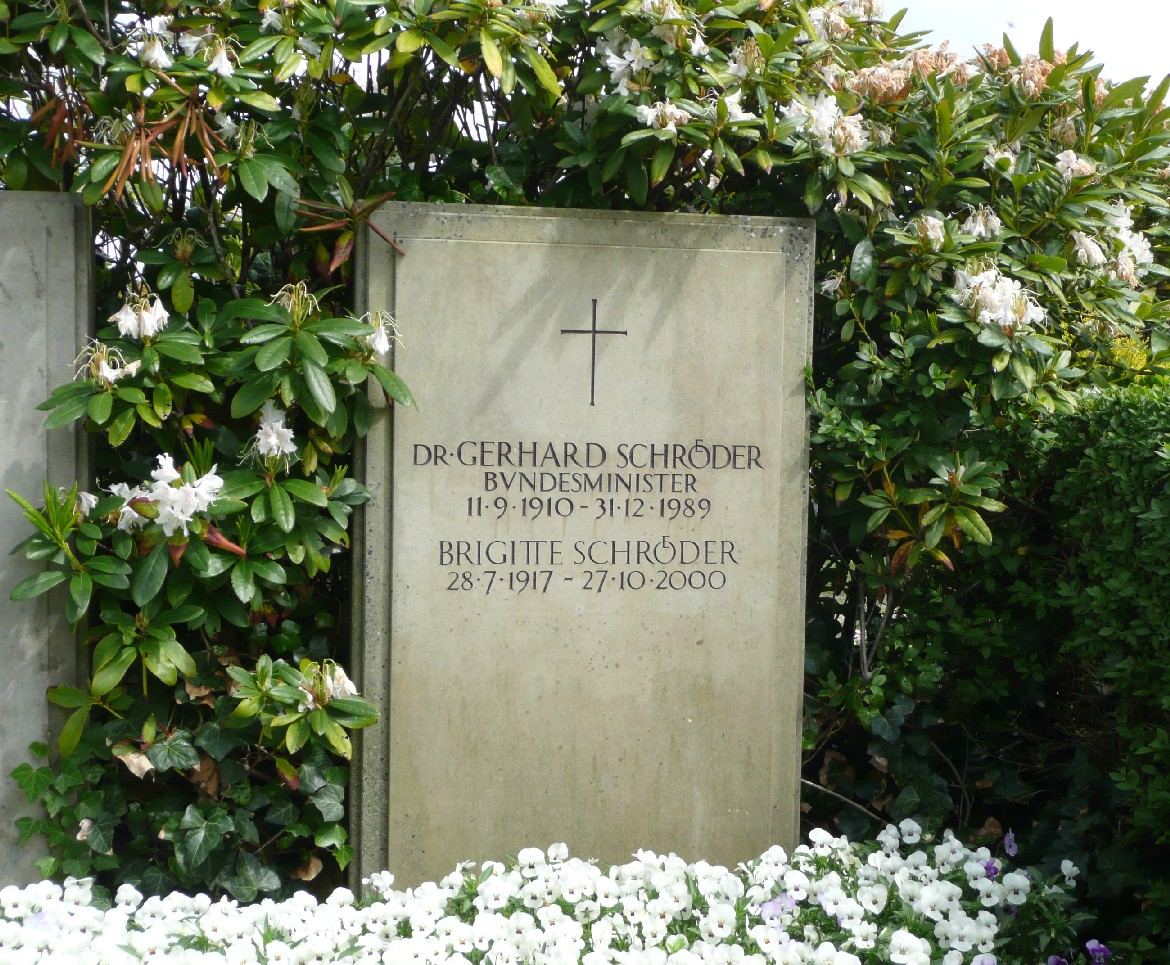
Grabstätte auf dem Friedhof in Keitum auf Sylt

#### Amtsübernahme
Am 20. Oktober 1953 wurde Schröder von Bundeskanzler Konrad Adenauer in das Amt des Bundesministers des Innern berufen. Ausschlaggebend dafür waren Schröders erfolgreiches Ergebnis in seinem Wahlkreis bei der zweiten Bundestagswahl, die zunehmenden Alterserscheinungen seines Vorgängers, seine relative Jugend und seine juristische Ausbildung. Zudem war Schröder Protestant und in den ersten Jahren wurde die Position des Bundesinnenministers ausschließlich an protestantische Politiker vergeben, um eine gewisse Parität zwischen den Konfessionen im Kabinett zu wahren. Damit wurde er Nachfolger seines ehemaligen Vorgesetzten Robert Lehr.

#### Der Fall Otto John
Am 17. Juli 1954 trat die zweite Bundesversammlung in West-Berlin zur Wiederwahl von Bundespräsident Theodor Heuss zusammen. Am 20. Juli gab es zum 10. Jahrestag des Attentats auf Adolf Hitler eine Gedenkstunde in Berlin. Schröder war aus terminlichen Gründen schon vorab nach Bonn gereist, um die siegreiche deutsche Fußballnationalmannschaft nach dem Wunder von Bern als zuständiger Bundesminister für den Sport zu empfangen. Der Präsident des Bundesamts für Verfassungsschutz Otto John war als ehemaliger Widerstandskämpfer anwesend und reiste in der Nacht in die DDR. Schröder vertrat lange den Standpunkt, John müsse entführt worden sein, und lobte eine Belohnung in Höhe von 500.000 DM für Hinweise aus. Die meisten Bonner Politiker waren jedoch schon früh der Ansicht, dass John freiwillig in die damalige SBZ geflohen sei. Der Bundestagsausschuss zum Schutz der Verfassung, der von Schröders ehemaligen Vorgesetzten Walter Menzel geleitet wurde, mit dem Schröder eine enge Feindschaft verband, stellte mit der SPD-Bundestagsfraktion einen Missbilligungsantrag gegen Schröder und forderte einen Untersuchungsausschuss. Die FDP war sich zu dieser Zeit nicht sicher, ob sie Schröder stützen wollte. Das zeitgleiche Scheitern der Europäischen Verteidigungsgemeinschaft nötigte sie jedoch dazu, die Koalition zu halten und folglich Schröder zu unterstützen, so dass der Missbilligungsantrag keine Mehrheit fand und der Untersuchungsausschuss zwei Jahre später kein Fehlverhalten Schröder attestieren konnte. Nach Johns Rückkehr in die Bundesrepublik im Dezember 1955 und seiner Verurteilung wegen Landesverrats setzte sich Schröder bei Theodor Heuss für seine – 1958 erfolgte – Begnadigung ein. Durch die Ereignisse um John sensibilisiert, war Sicherheit Schröders oberste Prämisse. Er erwarb sich bald den Ruf eines Law-and-Order-Politikers.

#### Indizierungen
Auf seinen Antrag hin prüfte und indizierte die Bundesprüfstelle für jugendgefährdende Schriften verschiedene Comic- und Jugendhefte. Seit einer Gesetzesänderung 2003 werden nach 25 Jahren automatisch alle Indizierungen aufgehoben.

#### Aufstockung des Bundesgrenzschutzes
Zu Beginn von Schröders Amtszeit bestand als einzige bewaffnete Kraft im Staat, die der Bundesregierung unterstand, nur der Bundesgrenzschutz. Durch die Ereignisse des Aufstandes in der DDR wurde der Bundesgrenzschutz von 10.000 Mann auf das Doppelte aufgestockt. Mit Gründung der Bundeswehr wurde der personelle Bestand dieser Truppe von großen Teilen des BGS freiwillig gestellt. Schröder erreichte in den Verhandlungen dazu, dass der BGS nicht vollständig in der Bundeswehr aufging und die Sollstärke der Truppe bald wieder erreicht wurde.

#### Verbot der KPD
Schröder setzte einen Verbotsantrag gegen die KPD durch. Bereits sein Amtsvorgänger hatte schon ein Verbotsverfahren gegen die Sozialistische Reichspartei erfolgreich durchgesetzt und damals zeitgleich einen Antrag zum Verbot der KPD eingebracht, der jedoch erst unter Schröders Ägide positiv entschieden wurde. Ein Amnestiegesetz für KPD-Funktionäre wurde von Schröder erfolgreich parlamentarisch bekämpft, obwohl SPD und FDP diesen Gesetzesentwurf stützten, da Herbert Wehner in der Debatte Schröder mit Andrei Wyschinski, dem sowjetischen Ankläger der stalinistischen Schauprozesse, verglich. Dieser Vorgang wurde von der CDU im Bundestagswahlkampf 1957 erfolgreich ausgeschlachtet.

#### Zivilschutz
Schröder legte besonderen Wert auf den Zivil-, Luft- und Bevölkerungsschutz. In der damaligen Zeit des Kalten Krieges mussten Einrichtungen für die Zivilbevölkerung geschaffen werden, um sie im Kriegsfalle möglichst abzusichern. Schröder unternahm deshalb 1957 eine ausgedehnte USA-Reise, um sich mit den dortigen Sicherheitsmaßnahmen vertraut zu machen. So wurden Katastrophenkrankenhäuser gebaut und in Materiallagern von BGS und Bund sich auf verschiedene Katastrophenzustände vorbereitet, um die Leiden der Zivilbevölkerung möglichst rasch zu lindern.

#### Kampf dem Atomtod
Als Ende der 50er Jahre der Bundestag durch die absolute Mehrheit der CDU- und CSU-Fraktion eine mögliche Bewaffnung der Bundeswehr mit Atomwaffen im Kriegsfall beschloss, formierte sich eine breite Front von SPD, GVP, DGB und FDP, um gegen dieses Gesetz unter dem Motto Kampf dem Atomtod mit einer Volksbefragung vorzugehen. Schröder war ein notorischer Gegner von plebiszitären Elementen in der Bundesrepublik, da er sie aus der Weimarer Zeit kannte und überzeugt war, dass extreme Parteien, wie die NSDAP und KPD, dieses verfassungsmäßige Mittel zum Kampf gegen die demokratische Republik genutzt hatten. Am 30. Juli 1958 gab das Bundesverfassungsgericht der Regierung recht und erkannte damit Volksbefragungen als nicht verfassungsmäßig an. Später entschied der NATO-Rat, dass nur die USA im Krisenfall über solch eine Maßnahme zu entscheiden hätten, wodurch das Gesetz bedeutungslos wurde.

#### Notstandsgesetzgebung
Der Deutschlandvertrag zwischen der Bundesrepublik und den drei westalliierten Mächten sah ein Vorbehaltsrecht in Artikel 5 Absatz 2 vor, das den Alliierten die Möglichkeit gab, im Notfall die Kommandogewalt in Deutschland zu übernehmen. Schröders Ministerium erarbeitete auf Weisung von Bundeskanzler Adenauer schon 1958 erste Gesetzentwürfe, die der SPD frühzeitig bekannt gegeben wurden, da man zu dieser Grundgesetzänderung die Stimmen der SPD-Fraktion des Bundestages und die der SPD-geführten Bundesländer brauchte. Durch die Berlin-Krise bedingt wurde die Gesetzesinitiative gehemmt. Schlussendlich kam es nicht zur Abstimmung über die Notstandsgesetze, da die SPD nicht dafür stimmen wollte. Aus einem vertraulichen Brief eines SPD-Funktionärs erfuhr er, dass die Führung der SPD nie ernsthaft vorhatte, seinen Gesetzentwurf zu unterstützen, und deswegen hinhaltend verhandelt hatte, um das Ergebnis der Bundestagswahl 1961 mit ihrem frischen und verhältnismäßig jungen Kanzlerkandidaten Willy Brandt abzuwarten.

#### Adenauer-Fernsehen
Bundeskanzler Adenauer sah sich und seine CDU bei der Kontrolle der ARD ins Hintertreffen geraten. Die Kontrolle übten nur die Bundesländer über ihre eigenen Rundfunkanstalten aus. Die Exekutive des Bundes hatte nahezu keine Eingriffsmöglichkeiten. Adenauer ließ daher am 25. Juli 1960 in privatrechtlicher Rechtsform die Deutschland-Fernsehen-GmbH mit Sitz in Köln gründen. Die SPD-geführten Bundesländer Hamburg, Bremen, Niedersachsen und Hessen riefen das Bundesverfassungsgericht an, das mit dem 1. Rundfunk-Urteil vom 28. Februar 1961 Adenauers Pläne blockierte. In der Folge wurde dann das ZDF 1962 gegründet. Schröder galt als Verfechter des Adenauer-Fernsehens, da er als „Zentralist“ die Macht der Bundesländer gerne beschnitten hätte.

#### Gescheiterte Initiativen
Schröder scheiterte vor Gericht mit dem Versuch, die Vereinigung der Verfolgten des Naziregimes zu verbieten. Ebenso scheiterte seine Absicht, eine Bündelung der Landtagswahlen festzusetzen, am Widerstand der Landesregierungen.
Schröders Initiative, im Bundestag ein Ein- und Ausreisegesetz zur DDR zu verabschieden, gelang nicht, wobei die DDR 1961 mit dem Mauerbau dafür sorgte, dass der Gesetzentwurf obsolet wurde.
Gerhard Schröder ist bis heute immer noch der Bundesinnenminister mit der längsten Amtszeit, sowohl in direkter Folge als auch insgesamt.

### Bundesaußenminister 1961–1966

#### Kabinett Adenauer 1961–1963

##### Der Weg zum Amt
Nach der Bundestagswahl 1961 brauchte die Union einen Koalitionspartner, um regieren zu können. Bundeskanzler Adenauer wurde mit der FDP schnell einig, wobei der neue Koalitionspartner unbedingten Wert darauf legte, dass Heinrich von Brentano als Bundesaußenminister abzulösen sei. Die FDP favorisierte für dieses Amt den damaligen Baden-Württembergischen Ministerpräsidenten Kiesinger, Adenauer hingegen seinen langjährigen Innenminister Schröder oder auch Walter Hallstein. Gleichzeitig mobilisierte die Berliner CDU alle Kräfte, um Schröder zu verhindern, da dieser in der Berlin-Krise und beim Mauerbau die schlechte strategische Position Berlins gerügt und sich für eine Totalaufgabe der Stadt ausgesprochen hatte, um einen eventuell aufziehenden Krieg zu verhindern, so dass von Berliner Seite wenig bis kein Vertrauen zu Schröder als Person und erst recht im Amt des Bundesaußenministers bestand. Ebenso war Bundespräsident Lübke nicht bereit, Schröder zum Außenminister zu ernennen. Der Einwand des damaligen Staatssekretärs im Auswärtigen Amt, Karl Carstens, dass es dem Bundespräsidenten nicht zustehe, einzelne Minister abzulehnen, sorgte für die Aufgabe von Lübkes Widerstand. Lübke war über Schröders Aussagen zur Berlin-Frage und zum Mauerbau gegen ihn eingenommen.
Trotzdem versuchte eine kleine katholische Gruppe in der Unionsfraktion um Karl Theodor zu Guttenberg, Bruno Heck und Heinrich Krone Heinrich von Brentano an seinem Rückzug vom Amt zu hindern, den Kanzler umzustimmen und einer großen Koalition mit der Sozialdemokratie den Weg zu ebnen. Adenauer blieb bei seinen Entschlüssen und Schröder wurde am 14. November 1961 neuer Bundesaußenminister, wobei Bundespräsident Lübke Schröders Ernennungsurkunde demonstrativ als letzte unterzeichnete.
Schröder galt als Gewinner der neuen Regierungsbildung, da er das wichtigste Amt neben dem Bundeskanzler erhielt und sich dadurch positiv für seine weitere Karriere in Szene setzen konnte.

##### Amtsantritt
Schröder hatte mit Karl Carstens und Rolf Lahr zwei Staatssekretäre im Amt, mit denen er schnell harmonierte und deren Meinungen bei ihm großes Gewicht hatten. Diese Harmonie wurde wohl auch dadurch begünstigt, dass alle drei Norddeutsche und Protestanten waren.
Der Führungsstil im Ministerium änderte sich mit Schröders Amtsübernahme erheblich. So wurden in die Entscheidungen auch untere Fachkräfte mit Amtsrang eingebunden und die außenpolitischen Entscheidungen von Schröders engstem Stab mitunter auch seinen Sekretärinnen mitgeteilt, damit diese anderen Ministerien bei Nachfragen kompetent antworten konnten. Zudem fand jeden Tag eine Morgensitzung der Referatsleiter, meist unter dem Vorsitz der Staatssekretäre, statt, um die aktuellen außenpolitischen Ereignisse zu bewerten.
Schröder betrieb eine offene Personalpolitik, die sich an Leistung und Kompetenz orientierte und nicht am Parteibuch des Bewerbers. So konnten untere Ränge auch kritische Denkschriften an ihn richten und brauchten nicht fürchten, dadurch ihrer Amtskarriere zu schaden. Schröders kühle Unnahbarkeit schreckte viele Beamte ab, die sie oft fälschlicherweise für Arroganz hielten und viele Diskussionen mit ihm endeten bei der Durchsetzung Schröders Meinung, da er die Sachthemen oft besser beherrschte als die Fachbeamten. Um die Flexibilität der Entscheidungen des Auswärtigen Amts zu verbessern führte er dort als erster Minister einen Planungsstab ein.

##### Das Verhältnis zu den USA unter Adenauer
Im Zuge der Berlin-Krise und des Mauerbaus führte Schröders erste Dienstreise als Außenminister ihn als Begleiter Adenauers nach Washington. Anders als Adenauer schenkte er der US-amerikanischen Taktik des Verhandelns mit der Sowjetunion und deren Satellitenstaaten mehr Vertrauen als der Bundeskanzler. Mit seinem US-amerikanischen Amtskollegen Dean Rusk verband ihn sehr schnell eine gute Freundschaft, die auf gegenseitigem Respekt beruhte.
Diese Tatsache, verbunden mit ersten Verhandlungsangeboten der USA an Moskau, veranlassten Adenauer, Gerhard Schröder und seine beiden Staatssekretären sowie Adenauers Intimus Hans Globke nach Cadenabbia zu zitieren, wo er traditionell Sommerurlaub machte. Dort musste Schröder sein erstes diplomatisches Entgegenkommen zur amerikanischen Seite zurücknehmen und sich der Richtlinienkompetenz des damals 85-jährigen Bundeskanzlers beugen.
Trotzdem erhoffte sich Schröder weiter im Laufe der damaligen Zeit mehr Mitbestimmung der Bundesrepublik auf die Verteidigungspolitik der NATO, gerade im Hinblick auf die europäischen Alliierten und deren damalige Zwistigkeiten mit den USA. Vor allem hoffte er, dass die Bundesrepublik auch Einfluss auf nukleare Verteidigungsmaßnahmen des Bündnisses bekam, denn Westdeutschland verfügte zwar über keine nuklearen Waffen, war aber gemessen an der Sollstärke seines Heeres das stärkste NATO-Mitglied in Europa.
Bei den Verhandlungen zum Teststoppabkommen schloss sich Schröder wieder der Meinung der Kennedy-Administration an und setzte auf den Verhandlungsweg. Adenauer brachte fast das ganze Bundeskabinett hinter sich, versuchte eine Ratifizierung des Abkommens auch durch die DDR zu verhindern, lehnte sich eng an Frankreich an, das dieses Abkommen bis heute nicht ratifiziert hat. Am Ende war der Riss zwischen Bundeskanzler und Außenminister kaum noch zu kitten und der Gegensatz zwischen den Atlantikern und Gaullisten in der CDU nahm besorgniserregende Formen an. Schröder setzte sich auch mit Unterstützung der SPD und FDP daraufhin erfolgreich für den Beitritt Deutschlands zum Abkommen ein.

##### Das Verhältnis zu Frankreich unter Adenauer
Mit seinem französischen Amtskollegen Maurice Couve de Murville verband ihn keine Freundschaft und auch zum französischen Staatspräsidenten Charles de Gaulle kam es nie zu einem freundschaftlichen Ton. Schröder hielt die damalige französische Politik für die Bundesrepublik und die EWG für negativ, da er keine Integrationselemente in ihr fand. Schröder verstand die europäische Einigung und auch die deutsch-französische Aussöhnung als eine komplementäre Politik zur Bündnispolitik im Rahmen der NATO und Führung der USA. Aus diesem Grunde plädierte er auch im Bundeskabinett für die Aufnahme Großbritanniens in die EWG, um auch ein Gegengewicht zu Frankreich bereitzuhalten. Diese Politik rief bei Adenauer Protest hervor und er ließ ihm über Globke einen Brief zukommen, der Schröder an die Richtlinienkompetenz des Bundeskanzlers fesseln sollte. Der indirekte Versuch, Schröder damit zu einem Rücktritt zu provozieren, schlug jedoch fehl.
Großbritannien bewegte sich zu dieser Zeit wieder näher auf die USA zu, da man auf US-amerikanische Hilfe für Trägersysteme atomarer Sprengköpfe angewiesen war, nachdem die USA die Herstellung der zugesicherten AGM-48 Skybolt ohne Konsultation Londons eingestellt hatten. Diese Hinwendung Großbritanniens provozierte de Gaulle so sehr, dass er Adenauer einen bilateralen Vertrag vorschlug. Adenauer ergriff diese Möglichkeit, die am 23. Januar 1963 in den Élysée-Vertrag gipfelte, den Schröder auch mit unterzeichnen musste. Nach erfolgter Unterzeichnung erhielt Adenauer von de Gaulle eine Umarmung mit Kuss, beides verweigerte de Gaulle Schröder.
Die daraus resultierende französische Ablehnung eines Beitritts Großbritanniens zur EWG und damit auch Deutschlands Votum im Sinne Frankreichs bestürzte die US-Administration, die fest mit einem baldigen Beitritts Großbritanniens gerechnet hatte, um zur NATO ebenso durch die EWG ein festes politisches und wirtschaftliches Bündnis in Westeuropa mit Großbritannien zu schaffen und somit der Sowjetunion einen zweiten Machtblock an deren Westgrenze zu präsentieren. Schröder schickte daraufhin Staatssekretär Carstens als Troubleshooter nach Washington, um die dortigen Gemüter zu beruhigen.

##### Das Verhältnis zum Ostblock unter Adenauer
1955 hatte die junge Bundesrepublik diplomatische Beziehungen zur UdSSR aufgenommen. Schröder lernte 1966 in Genf auch den sowjetischen Außenminister Andrei Andrejewitsch Gromyko kennen, mit dem ihn wenig Menschliches verband. Es gelang ihm aber schon beim ersten Treffen, Gromyko seine Idee für bessere Handelsbeziehungen aufzuzeigen, obwohl die UdSSR sich zu dieser Zeit durch eine mögliche nukleare Bestückung der Bundeswehr bedroht fühlte. Er betonte dabei aber auch die bundesdeutsche Leitlinie der Außenpolitik, dass das erste Ziel die Verwirklichung der deutschen Einheit in Frieden sei.
Kurze Zeit darauf wurde das Außenministerium mit Indiskretionen des deutschen Botschafters in Moskau, Hans Kroll, konfrontiert. Dieser hatte den Globke-Plan gegenüber Pressevertretern ausgeplaudert. Schröder musste bei Adenauer mit seinem eigenen Rücktritt drohen, bis dieser schließlich Krolls Abberufung aus Moskau zustimmte. Dabei spielte möglicherweise auch eine Rolle, dass Kroll in Bonn über hochrangige Freunde verfügte, wie Heinrich Krone, Franz Josef Strauß, Erich Mende oder Erich Ollenhauer.
Schröder war einer der wenigen westdeutschen Politiker, der den Mauerbau emotionslos sah und nur als Ausdruck der Hilflosigkeit der DDR-Führung, ihre Bevölkerung im eigenen Land zu behalten.
Schröder versammelte Ende Mai 1962 einen kleinen Kreis von Mitarbeitern zu einer Strategietagung in der Abtei Maria Laach, um mit ihnen neue Wege in der Ostpolitik zu besprechen. Ohne die DDR anzuerkennen, so war man sich einig, sollten Handelsbeziehungen zu den Staaten des Warschauer Pakts aufgenommen werden. Der Handel sollte zu einer Annäherung und zu größerer Verständigung führen. Im Juni 1962 stellte er seine Thesen dem 11. Bundesparteitag der CDU in Dortmund vor. In der CDU war sein Programm sehr umstritten, gerade bei seinen stärksten Kritikern um von Guttenberg und Krone; FDP und SPD hingegen begrüßten diese neuen Akzente der bundesdeutschen Außenpolitik. So wurde Schröder, der von der Opposition und dem Koalitionspartner als Innenminister immer gemieden wurde, im Amt des Außenministers vertrauensvoller Kooperationspartner. Die erste Handelsniederlassung wurde am 7. März 1963 in Warschau nach erfolgreichem Vertragsabschluss eröffnet. Ende 1964 hatte man schon in fast allen Ostblockstaaten mit Ausnahme der DDR Handelsvertretungen eröffnen können.

##### Das erste Mal möglicher Kanzlerkandidat 1963
Auf Druck der FDP musste Adenauer den Bundeskanzlerposten im Laufe der 4. Legislaturperiode (1961 bis 1965) an einen Nachfolger aus den Reihen der Union abgeben. Im Ringen um seine Nachfolge versuchte Adenauer, seinen Stellvertreter Ludwig Erhard mit allen Mittel zu verhindern und spaltete so die CDU in zwei Lager. Aus diesem Grunde kristallisierten sich Anfang der Legislaturperiode mehrere potentielle Gegenkandidaten zu Erhard heraus, darunter Franz Josef Strauß, Eugen Gerstenmaier, Heinrich von Brentano, Heinrich Krone und Gerhard Schröder. Im Verlauf des internen Machtkampfes erklärten Krone und Brentano sich einer Kandidatur gegenüber Erhard nicht mehr bereit, Gerstenmaier war nur als Kanzler einer großen Koalition zu haben, so dass nur noch Strauß und Schröder übrig blieben. Der Gegensatz der beiden Unionspolitiker zueinander verschärfte sich zusehends bis hin zur Spiegel-Affäre, die Strauß’ Anwartschaft auf eine etwaige Kanzlerkandidatur stoppte. Schröder, der mit der Spiegel-Affäre fast nichts zu tun hatte, distanzierte sich schnell vom damaligen Verteidigungsminister Strauß und war somit der einzige wirkliche Konkurrent einer Kanzlerkandidatur Erhards.
Der CDU-Abgeordnete Will Rasner versuchte alsbald, Schröder in der Unionsfraktion als Gegenkandidaten zu Erhard aufzubauen. Am 22. März 1963 tagte die Fraktion und Heinrich von Brentano eröffnete die Sitzung mit einem Referat, dass die Partei an Ludwig Erhard nicht vorbeikomme. Adenauer, der Erhard verhindern wollte, nutzte die Gelegenheit nicht, um Schröder als Kandidaten ins Spiel zu bringen. Vielleicht lag das auch daran, dass Schröder nicht offensiv genug gegen den Vizekanzler und dessen Kanzlerambitionen vorgegangen war, so dass Adenauer zu wenig Vertrauen in Schröder hatte. Erhard wurde schließlich unspektakulär ohne Gegenkandidaten zum neuen Kanzlerkandidaten der Unionsfraktion gekürt.
Schröder sah (wie auch Strauß) in Erhard zu diesem Zeitpunkt nur einen Übergangskanzler, der die Bundestagswahl 1965 als Wahlkampflokomotive der Union gewinnen sollte und dessen Nachfolger baldmöglichst darauf zu küren sei, so dass beide ihre Ambitionen auf das Bundeskanzleramt vorerst zurücksteckten.
Schröder hinterließ ebenso wenig wie etwa Heinrich Krone oder Ernst Lemmer der Nachwelt seine Sicht auf den Nachfolgestreit und die innerparteilichen Auseinandersetzung.

##### Das Ende der Kanzlerschaft Adenauers
Adenauer und Schröder gingen in den letzten Monaten Adenauers im Amt stärker denn je getrennte Wege. Die Teststoppdebatte war der Höhepunkt der Entzweiung. Schröder nahm es Adenauer übel, dass dieser sich nicht für ihn bei der Kanzlernachfolgedebatte eingesetzt hatte, und Adenauer nahm es Schröder übel, dass dieser weiterhin einen pro-amerikanischen Kurs verfolgte und des Kanzlers Lieblingsbündnis mit Frankreich nicht mit dem Leben erfüllte, wie Adenauer es sich gewünscht hatte. Schriftliche Ermahnungen Adenauers wies Schröder in den letzten Kanzlertagen kurz und teilweise lapidar ab.
Dass sein Verhalten ihm selbst später von Schaden sein könnte, ahnte Schröder nicht. Adenauer blieb bis März 1966 Parteivorsitzender und bis zu seinem Tod im April 1967 die graue Eminenz der Union.

#### Kabinett Erhard 1963–1966

##### Kanzlerwechsel
Mit der Amtsübernahme Ludwig Erhards als Bundeskanzler änderte sich für Schröder erst einmal wenig, da Erhard ihm in keiner Weise böse war, dass er zwischendrin ebenso als Kanzlerkandidat gehandelt worden war. Schröder war es auch, der Erhard zur Mäßigung anhielt, wenn dieser immer stärker den Kanzlerwechsel forderte. Politisch war Erhard ebenso wie Schröder ein Atlantiker und unterstützte die außenpolitischen Bemühungen seines Außenministers in dieser Richtung nach Kräften. Einzig Konrad Adenauer versuchte Heinrich von Brentano wieder als Außenminister zu installieren, fand jedoch in Partei, Fraktion, Koalitionspartner und beim neuen Bundeskanzler kein Gehör. Das Bundeskabinett wurde von Erhard nun fast vollständig übernommen bis auf Rainer Barzel als Bundesminister für gesamtdeutsche Fragen, der seinen Ministersessel für den FDP-Parteivorsitzenden und Vizekanzler Erich Mende hatte räumen müssen und dafür in die Unionsfraktionsführung wechselte.

##### Das Verhältnis zu den USA unter Erhard
Kurz nach dem Kanzlerwechsel wurde der US-amerikanische Präsident Kennedy bei einem Attentat in Dallas getötet. Sein Nachfolger wurde Vizepräsident Lyndon B. Johnson. Nach Abschluss der Trauerfeierlichkeiten Kennedys lud Johnson Bundeskanzler Erhard und Außenminister Schröder auf seine Ranch nach Texas ein. Menschlich standen sich die Partner Johnson/Rusk und Erhard/Schröder sofort nahe und beide Seiten bekräftigten, dass sie wieder enger in den politischen Fragen zusammenrücken würden, jedenfalls mehr als es unter Adenauer der Fall war.
Nachdem sich aber zeigte, dass der deutscherseits geförderte Plan zu Aufstellung einer Multilateral Force (zu deutsch: Multilaterale (Atom-)Streitmacht) nach dem Wahlsieg der britischen Labour Party 1964 mit ihrem Premierminister Harold Wilson nicht durchzusetzen war, mussten Außenminister Schröder und Kanzler Erhard sich gegen erhöhten Druck in der eigenen Fraktion wappnen, denn die Gaullisten in der CDU-Fraktion warfen ihnen außenpolitisches Versagen vor. Versagt hatte aber vor allem der US-amerikanische Präsident Lyndon B. Johnson, der die eigentlich treibende Kraft hinter der MLF war und der die Interessen seiner NATO-Partner nicht hatte bündeln können, denn sein Rückzieher vor dem Hintergrund innenpolitischer Probleme ließ die Bemühungen Gerhard Schröders im Sande verlaufen. Es war zu diesem Zeitpunkt nur der kommenden Bundestagswahl 1965 geschuldet und dem Einsatz des Unionsfraktionschefs Rainer Barzel zu verdanken, dass die Fraktion sich hinter der Regierung in dieser Frage sammelte, obwohl die Meinungen stark divergierten.
Der Devisenausgleich für die Stationierung US-amerikanischer Truppen in Deutschland lief vertraglich 1967 aus, die Kosten hatten den Bundeshaushalt in Schieflage gebracht, da zwei Milliarden Mark zur Bezahlung fehlten. Bundeskanzler Erhard unternahm daher im September 1966 eine Reise in die USA, um einen Aufschub der Zahlung zu erreichen, begleitet wurde er von Außen- und Verteidigungsminister. Die Verhandlungen mit US-Präsident Johnson verliefen sehr negativ, da dieser selbst unter innenpolitischem Druck stand, da das US-amerikanische Engagement in Vietnam nicht den gewünschten Erfolg brachte. Johnson verhandelte extrem hart und ließ der deutsche Regierungsdelegation kein Entgegenkommen zu.

##### Das Verhältnis zu Frankreich unter Erhard
Das Verhältnis zu Frankreich erhielt mit dem neuen Kanzler keinen neuen Schwung, wie etwa das zu den USA. Eher im Gegenteil trafen nun französische Interessen auf einen anglophilen Kanzler, der durch seinen Außenminister darin bestärkt wurde. Erhard und Schröder hatten Angst davor, dass Frankreich durch die wirtschaftliche Macht Deutschlands im Hintergrund nach einer politischen Hegemonie in Europa strebte. Das zeigte sich recht schnell bei den Verhandlungen zum EWG-Agrarmarkt und beim GATT-Abkommen, in denen die französische Regierung die deutsche Agrarpreispolitik vollständig zu ihren Gunsten brechen wollte. Als Schröder darin nicht nachgeben wollte, verweigerte Frankreich seinen Beitritt beim wirtschaftlich für Deutschland wichtigen GATT-Vertrag. Beides konnte zwar durch Nachverhandlungen geregelt werden, hinterließ aber bei beiden Regierungen einen üblen Beigeschmack.
Zur weiteren Verstimmung führte die Entführung von Antoine Argoud aus München nach Paris. Das Mitglied der OAS wurde höchstwahrscheinlich im Auftrage der französischen Regierung entführt, ohne dass die Bundesrepublik konsultiert oder auch nur informiert wurde. Schröder als ehemaligem Bundesinnenminister ging dieser Eingriff in die Souveränität der Bundesrepublik zu weit und er schrieb eine Protestnote an Frankreich. Gleichzeitig war Frankreich dabei, die Volksrepublik China anzuerkennen, wiederum ohne die Bundesrepublik zu konsultieren, wie es der Deutsch-Französische-Vertrag eigentlich forderte.
Schröders harte Haltung bei diesen Punkten wurde ihm von der Unionsfraktion negativ ausgelegt. Nicht nur der Kreis der Gaullisten um Adenauer, Guttenberg, Brentano und Krone versuchte, Schröder in Misskredit zu bringen, sondern auch Franz Josef Strauß nahestehende Kreise in der CSU. Einzig die französische Blockadehaltung der Politik des leeren Stuhles bei den EWG-Agrarverhandlungen brachte Schröder und seiner politischen Grundhaltung innerhalb der CDU wieder Auftrieb, da auch Gaullisten über diese Art der fast erpresserischen Politik enttäuscht waren.
Persönlich erschwerend kam für Schröder hinzu, dass die französische Regierung ihn auf seiner Visite am 9. Dezember 1964 überaus herablassend behandelte. Offiziell musste sein Flugzeug eine Parkposition abseits des Empfangshauses auf dem Flughafen Orly einnehmen, da der Luftverkehr zu diesem Zeitpunkt es nicht zuließ, dort zu parken, so dass man vor einem Acker Halt machte. Schröders spontane Reaktion darauf war: „Wir sind doch nicht hierhergekommen, um Kartoffeln auszubuddeln.“ Daraufhin erschien ein klappriger Air-France-Bus, woraufhin sich Schröder weigerte, den Flieger zu verlassen. Erst das Eintreffen einer Limousine und das Zureden der Stewardessen überzeugte ihn, das Fahrzeug zu besteigen. Für den Besuch des Außenministers einer eng befreundeten Nation war dieser Vorfall im schlimmsten Grade peinlich.
Einen weiteren Dämpfer erhielt das deutsch-französische Verhältnis durch de Gaulles einseitige Ankündigung eines Teilaustritts aus der NATO vom 21. Februar 1966. Frankreich wollte seine Streitkräfte im Ernstfall nicht mehr dem Oberbefehlshaber der NATO für Westeuropa unterstellen. Hintergrund dürfte die französische Angst gewesen sein, in den Vietnamkrieg hineingezogen zu werden. Diese einseitige Aktion wog umso schwerer, da bei ausführlichen Regierungsgesprächen, die Kanzler Erhard und Schröder wenige Wochen zuvor in Paris geführt hatten, die Bundesrepublik vertragswidrig nicht über den politischen Schritt informiert worden war. Schröder nahm daraufhin eine aggressive Verhandlungshaltung ein und stritt mit den Franzosen und dem eigenen Kabinett um den Verbleib der französischen Truppen in Deutschland. Seines Erachtens besaßen diese durch den Teilaustritt aus dem Verteidigungsbündnis mindere Rechte gegenüber den anderen NATO-Truppen auf deutschem Boden. Allerdings blieb Schröder unter dem Druck der eigenen Partei und des Kabinetts nicht lange hart und nahm bald eine versöhnlichere Haltung ein.
Der Historiker Henning Köhler urteilt: „Zu keinem Zeitpunkt ist die Außenpolitik der Bundesrepublik so kurzsichtig und einseitig betrieben worden wie unter Erhard und Schröder.“ Gaullisten und Atlantiker seien inhaltlich gar keine alternativen Positionen gewesen, sondern nur polemische Etikettierungen. In Wahrheit sei es darum gegangen, in selbstverständlicher Anerkennung der USA als Garantiemacht der bundesdeutschen Sicherheit die im Élysée-Vertrag begonnene Kooperation mit Frankreich zu vertiefen und weiter auszubauen. An dieser Aufgabe sei Schröder gescheitert.

##### Das Verhältnis zum Ostblock unter Erhard
Schon früh unter der Kanzlerschaft Erhards nahm der damals regierende Bürgermeister von Berlin, Willy Brandt, über seinen Intimus Egon Bahr Kontakt zur ostdeutschen Führung auf, um ein Passierscheinabkommen für die Weihnachtszeit 1963 für die West-Berliner Bevölkerung auszuhandeln. Solche außenpolitischen Eigenmächtigkeiten, die an eine Anerkennung der DDR grenzten, führten zu ersten Zerwürfnissen mit dem alten und zukünftigen Kanzlerkandidaten der SPD, denn der Wandel durch Annäherung wurde von Schröder nicht vertreten, er hoffte durch den Handel langsam die östlichen Diktaturen aufzuweichen.
Eine weitere Annäherung an den Ostblock bahnte sich 1964 an, als der Schwiegersohn und engste Berater Nikita Chruschtschows, Alexei Iwanowitsch Adschubei, bei einem inoffiziellen Besuch der Bundesrepublik einen Staatsbesuch Chruschtschows noch im selben Jahr vereinbarte, der allerdings wegen dessen Sturz nicht mehr zu Stande kam. Ironischerweise ist Chruschtschows politischer Niedergang mit der Annäherungspolitik an die Bundesrepublik verknüpft, die er ohne Rücksprache mit seinem Politbüro eigenmächtig eingeleitet hatte.
Diese politische Ausrichtung Schröders auf eine Annäherung mit Entspannung, wie sie der US-amerikanischen Linie entsprach, verschärfte den innerparteilichen Gegensatz zwischen Gaullisten und Atlantikern erheblich. Verschärft wurde diese Tatsache erheblich durch die Unterstützung dieser Politik durch die FDP und erst recht durch die SPD. Daher hofften viele CDU-Gaullisten, Schröder nach der Bundestagswahl 1965 durch einen der ihren ersetzen zu können.
Nach der gewonnenen Bundestagswahl 1965 konnte Schröder im Amt des Außenministers verbleiben. Er ließ bei den bundesdeutschen Diplomaten eine Umfrage zur Ost- und Entspannungspolitik durchführen. Einheitlicher Tenor der Diplomaten war, dass eine Entspannungspolitik zum Osten nur möglich sei durch Aufgabe der Hallstein-Doktrin, denn gerade Länder der Dritten Welt waren mehr als nur bereit, den zweiten deutschen Staat diplomatisch anzuerkennen. Gerade Wilhelm Grewe, der die Hallstein-Doktrin mit entwickelt hatte, setzte sich für eine Lockerung seines eigenen Werks ein. 1966 war es dann so weit, dass die Bundesregierung eine Friedensnote an alle Länder der Welt versendete mit Ausnahme der DDR. Das erste Mal wurde Adenauers „Politik der Stärke“ fallengelassen, um den Ostblock-Staaten ein Gesprächsangebot und Friedenssignal zu senden. Diese Annäherung war zwar aus heutiger Sicht zaghaft, im damaligen politischen Geschehen der Bundesrepublik eine Sensation.
Sein Amtsnachfolger Brandt ging in seinen Bemühungen der Entspannungspolitik weiter als Schröder, nutzte aber die von Schröder eingeleiteten Maßnahmen als Fundament seiner Ostpolitik. Schröder verfolgte diesen Weg mit erheblicher Verbitterung, da diese Schritte ihm von der eigenen Partei noch verwehrt wurden, jedoch in der großen Koalition sein Nachfolger die Erlaubnis dazu erhielt und Schröders Bemühungen mit der Zeit an Glanz verloren.

##### Das Verhältnis zu Israel unter Erhard
Unter Adenauer begann die bundesdeutsche Diplomatie mit zarten Schritten auf den Staat Israel zuzugehen. Erster Punkt, der aus moralischer Notwendigkeit geboren wurde, war die Wiedergutmachung, die auch dem israelischen Staat pekuniäre Zuwendungen zukommen ließ. Mit weiterer Eingliederung der Bundesrepublik in die NATO und damit über die USA in strategischer Partnerschaft mit Israel wurden deutsche Rüstungsgüter zum Teil unter Herstellungspreis an Israel geliefert. Darunter die vom US-Verteidigungsminister Robert McNamara geforderten 150 Kampfpanzer (statt vorher 15, wie ursprünglich vereinbart) des Typs M48 aus bundesdeutscher Lizenzproduktion. Der Rüstungsdeal sollte unter allen Umständen geheim gehalten werden, um die arabischen Staaten, darunter gerade Ägypten, nicht abzuschrecken oder gar zu provozieren. Trotz Schröders Veto, der dem israelischen Rüstungsgeschäft von vornherein sehr kritisch gegenüberstand, wurde das Panzergeschäft abgewickelt und kam über Indiskretionen an die Presse und damit an die Öffentlichkeit.
Fast zeitgleich empfing der ägyptische Staatschef Nasser den DDR-Staatschef Walter Ulbricht wie einen Staatsgast in Kairo und Alexandria, was einer faktischen Anerkennung der DDR gleichkam sowie somit einem Bruch der Hallstein-Doktrin. Obwohl Israel im Vergleich zu seinen arabischen Nachbarn wenig wirtschaftlichen Kontakt zur Bundesrepublik unterhielt, entschied Bundeskanzler Erhard sich für Aufnahme von diplomatischen Beziehung zu Israel entgegen dem Ratschlag Schröders und seines Ministeriums. Schröder hatte die Befürchtung, dass dieser Schritt den Abbruch vieler diplomatischer Beziehungen mit der arabischen Welt zur Folge haben würde und somit diese Staaten sich der DDR als deutsche Alternative zuwenden würden; das hätte bedeutet, dass die DDR unweigerlich international an Reputation und Einfluss gewonnen hätte. Schröder hielt daher weiterhin an einer Nichtanerkennung der DDR fest, denn er erwartete von diesem Schritt der Anerkennung das Fallenlassen einer möglichen Wiedervereinigung Deutschlands.

##### Erste gesundheitliche Probleme
Gerhard Schröders Gesundheit war in den Jahren zuvor nie ernstlich bedroht gewesen, jedoch stellte schon seine Schwester Marie-Renate, eine Humanmedizinerin, Anfang der sechziger Jahre eine sich verschlechternde, erhebliche und nicht beeinflussbare Herzarrhythmie bei ihrem Bruder fest. Anfang Oktober 1964 unterzog sich Schröder daher einer Operation zur Einpflanzung eines Herzschrittmachers. Er fiel durch den Genesungsprozess bedingt fünf Wochen aus, ließ sich jedoch weiter über den politischen Verlauf informieren. Diese Zeit verbrachte er zum größten Teil auf der Bühlerhöhe.
Im April 1965 musste Schröder sich wieder einer Kur wegen seiner Herzprobleme unterziehen, er wählte hierfür die Idylle am Tegernsee in Bayern. Die Zeit nutzte er ebenso, um die mit Bundeskanzler Erhard entstandenen Differenzen über die Israelpolitik der Regierung in privaten Gesprächen zu bereinigen, denn Erhard lebte privat am Tegernsee.

##### Die Regierungsbildung 1965
Trotz des überragenden Sieges der Union, die knapp die absolute Parlamentsmehrheit verfehlte, war die Regierungsbildung sehr zäh, denn die FDP hatte bei der Wahl spürbare Verluste hinnehmen müssen, die CSU und ihre Politik war mit über 55 Prozent der bayrischen Wählerstimmen enorm bestätigt worden und gerade das Tauziehen um die Besetzung des Außenministeriums lähmte die Verhandlungen. Schröder wollte unbedingt weiterhin Außenminister der Bundesrepublik bleiben und setzte sich schon im frühen Verhandlungsstadium offensiv in Szene. Nachdem der Bundeskanzler an ihm festhalten wollte, setzten die gaullistischen Kreise um Adenauer, Krone, zu Guttenberg und Strauß alles daran, Schröder in Misskredit zu bringen. Man scheute sich nicht davor, den Bundespräsidenten Lübke, mit Fingerzeig auf Schröders Privatleben und seiner Affäre in Paris als ungeeignet, für die eigene Sache einzuspannen. Letztendlich waren alle diese Versuche vergeblich, da Schröder durch den EAK, das Vertrauen des Bundeskanzlers und sein Erststimmenergebnis im Wahlkreis zu gut abgesichert war. Wiederum musste der Bundespräsident widerwillig einen Außenminister Schröder ernennen.

##### Das Ende der Kanzlerschaft Erhards 1966
Durch den Verhandlungsmisserfolg über die Stationierungskosten der US-amerikanischen Truppen war Bundeskanzler Erhard gezwungen, den Bundeshaushalt über Steuererhöhungen zu sanieren. Die Bundesminister der FDP reichten daraufhin ihren Rücktritt ein, so dass Erhard keine Mehrheit mehr im Bundestag hatte. Das rechtlich nicht bindende Vertrauensfrage-Ersuchen der SPD-Fraktion vom 8. November 1966, das mit den Stimmen der FDP beschlossen worden war, nötigte den Parteivorstand auf seiner Sitzung am selben Tag, Erhard den Rücktritt nahezulegen. Schröder verhielt sich, anders als manche Kabinettskollegen der CDU, bis zum Schluss loyal gegenüber Ludwig Erhard.

##### Das zweite Mal möglicher Kanzlerkandidat 1966
Auf der Parteivorstandssitzung vom 8. November 1966 schlug der CDU-Landesvorsitzende von Rheinland-Pfalz Helmut Kohl mehrere Mitglieder dieses Gremiums zu Kandidaten der fraktionsinternen Abstimmung über den Kanzlerkandidaten vor. Es waren Eugen Gerstenmaier, Kurt Georg Kiesinger, Rainer Barzel und Gerhard Schröder. Alle bis auf Gerstenmaier erklärten ihre Bereitschaft sich der Abstimmung zu stellen, Gerstenmaier wollte nicht gegen Kiesinger kandidieren und empfahl diesen zu wählen.
Schröder war in der internen Abstimmung der CDU/CSU-Fraktion über ihren Kanzlerkandidaten im dritten Wahlgang Kiesinger mit 81 zu 137 Stimmen (bei 26 Stimmen für Rainer Barzel) unterlegen. Der Atlantiker-Gaullisten-Streit hatte in der Union starke Spannungen ergeben, die für seine Niederlage in der Kanzlerkandidatenabstimmung der Unionsfraktion mitverantwortlich waren. Franz Josef Strauß versagte dem Protestanten Schröder gegenüber die Unterstützung der entscheidenden Stimmen der CSU in der gemeinsamen Fraktion. Ebenso negativ für ihn war, dass Rainer Barzel auch aus dem nordrhein-westfälischen Landesverband kam und so Schröder ebenfalls Stimmen entzog. Trotzdem war Schröder ohne die CSU-Stimmen intern in der CDU-Fraktion der Kandidat mit den meisten Stimmen, so dass Kiesinger bei der Regierungsbildung Schröder einen Ministerposten anbieten musste. Schröder war im Kabinett nun der dienstälteste Minister der amtierenden Bundesregierung.

### Bundesverteidigungsminister 1966–1969

#### Amtsantritt
Als bei der Bildung der Großen Koalition die SPD das Amt des Außenministers für ihren Vorsitzenden Willy Brandt beanspruchte, wurde Schröder am 1. Dezember 1966 im Kabinett Kiesinger Bundesminister der Verteidigung. Kiesinger hätte gerne auf Schröder am Kabinettstisch verzichtet, musste ihn aber mit einem weiteren Amt bedenken, da Schröders Stellung in der CDU immer noch sehr stark war. Schröder selbst sah dies als einen Abstieg gegenüber dem Außenministerium an.
Schröder nahm ins Bundesverteidigungsministerium ein paar loyale Mitarbeiter mit, allen voran seine Sekretärin Frau Naphus und seinen Staatssekretär Carstens. Den Generalinspekteur der Bundeswehr Ulrich de Maizière beließ er im Amt und harmonierte schnell mit ihm. Schwerer wog für ihn der relativ schnelle Abgang von Carstens zu Kiesinger als dessen Kanzleramtschef. Carstens’ Nachfolger wurde der ehemalige Bundespressesprecher und aktive Reserveoffizier Karl-Günther von Hase.

#### Amtsführung
In seiner Amtszeit wurden einige wichtige verteidigungspolitische Entscheidungen getroffen, so konnte unter anderem die hohe Absturzquote der Starfighterflotte drastisch herabgesetzt werden, was vor allem Johannes Steinhoff als Inspekteur der Luftwaffe zu verdanken war. Ferner wurde in Absprache mit dem britischen Amtskollegen Denis Healey von Schröder der Grundstein für ein europäisches Kampfflugzeugprojekt gelegt, aus dem später der Tornado hervorgehen sollte. Ebenso war Schröder als Verteidigungsminister darauf bedacht, dass das Projekt einer gemeinsamen Koordinierung der Atomwaffen des NATO-Bündnisses wieder aufgenommen wurde, nachdem die Multilateral Force gescheitert war. Daher unterstützte er die Gründung der Nuklearen Planungsgruppe.

#### Das gespannte Verhältnis zu Kiesinger
Schröder betrachtete sich in der damaligen Situation als Reservekanzler der CDU bei einem Scheitern der großen Koalition, der er wenig Chancen auf Erfolg gab. Kiesingers reservierte Haltung gegenüber Schröder zeigte sich auch daran, dass der Kanzler in seinen Urlaubsort Kressbronn am Bodensee sehr oft die Entscheidungsträger der Koalition einlud, um zwischen den Gruppierungen besser vermitteln zu können, Schröder aber nur einmal eingeladen war und damit weniger als jeder andere Bundesminister.
Beim Haushaltsentwurf des neuen Finanzministers Strauß hätte die Bundeswehr die größten finanziellen Einschnitte hinnehmen müssen, wogegen sich Schröder offen wehrte. Kiesinger reagierte durch Konsultationen mit den pensionierten Generälen Speidel und Heusinger, die an Schröder wie an seinem Generalinspekteur Kritik übten und die Kürzungen des Finanzministeriums akzeptierten.
Zu einem Eklat kam es, als der Parlamentarische Staatssekretär im Kanzleramt zu Guttenberg den Inspekteur des Heeres Josef Moll zum Vortrag beim Kanzler lud, ohne Schröder als Minister zu informieren. Daraufhin drohte Schröder mit seinem Rücktritt. Letztlich wurde beschlossen, dass solche Konsultationen des Regierungschefs nur unter Hinzuziehung des Ministers stattfinden sollten.
Bei der Einführung der Notstandsgesetze war Schröder das einzige Kabinettsmitglied, das dagegen votierte, denn die Regierungsentwürfe gingen ihm nicht weit genug, er hielt an seinen Entwürfen als Bundesinnenminister fest.

#### Weitere gesundheitliche Probleme
Am 29. August 1967 stürzte er aufgrund von Herzrhythmusstörungen und Bewusstseinstrübung auf der Treppe seines Ferienhauses Atterdag auf Sylt und wurde per Rettungshubschrauber ins Universitätsklinikum Hamburg-Eppendorf geflogen. Schröder erholte sich nie ganz davon, sein Gedächtnis verließ ihn des Öfteren, seine Stimme blieb seitdem schleppend. Ferner wurde sein Gesundheitszustand zusehends zu einem Politikum, wenn er für höhere Ämter vorgeschlagen wurde und seine Gegner auf seine schwache Gesundheit verwiesen.

### Bundespräsidentschaftskandidat 1969
Im Vorfeld der Bundespräsidentenwahl 1969 wurde Schröder früh als geeigneter Kandidat der Unionsparteien angesehen. In der CDU regte sich allerdings Widerstand von Seiten Kiesingers und weiterer Schröder-Gegner, die auch über Helmut Kohl den damals noch ziemlich unbekannten Richard von Weizsäcker ins Spiel brachten. In der entscheidenden parteiinternen Abstimmung setzte sich Schröder mit 65 zu 20 Stimmen klar gegen seinen Konkurrenten durch. Die SPD nominierte seinen Kabinetts-Kollegen im Justizministerium, Gustav Heinemann. Das bewirkte eine gewisse Polarisierung, standen sich doch ein ehemaliges Mitglied der Bekennenden Kirche, somit ein ausgewiesener Gegner der NS-Diktatur, und, was wieder in den Fokus der Öffentlichkeit gerückt wurde, ein früheres Mitglied der NSDAP und der SA einander gegenüber.
In den nun folgenden Monaten vor der Wahl versuchten sowohl Heinemann als auch Schröder, die damals auf Bundesebene in Opposition stehende FDP, auf deren Stimmen es höchstwahrscheinlich ankommen würde, für sich zu gewinnen. Am Morgen des Wahltages informierte der FDP-Vorsitzende Walter Scheel Schröder darüber, dass die FDP mehrheitlich Heinemann wählen werde.
Bei der Wahl selbst unterlag Schröder Heinemann im dritten Wahlgang mit 506 zu 512 Stimmen. Gewählt wurde er wohl zusätzlich von 22 Mitgliedern der Bundesversammlung, die von der NPD entsandt worden waren, einige Stimmen für ihn dürften auch von der FDP abgegeben worden sein. Mit diesem Ergebnis zeichneten sich der Machtverlust für die seit 1949 regierenden Unionsparteien und eine neue Mehrheit für eine sozialliberale Koalition bereits ab.

### Kabinette
- Kabinett Adenauer II – Adenauer III – Adenauer IV – Adenauer V
- Kabinett Erhard I – Erhard II
- Kabinett Kiesinger

## Nach der aktiven Politik 1980–1989
Schröder unterhielt in den Jahren nach seiner aktiven politischen Tätigkeit einen privaten Diskussionskreis von ehemaligen Politikern, Diplomaten und Wirtschaftsfunktionären, die über die globalen Probleme der neuen Zeit philosophierten, jedoch politisch nicht mehr ins Tagesgeschäft eingriffen. Er hielt in diesem Kreis die Politik der Reagan-Administration für gut, da seiner Meinung nach im Westen wieder Stärke bewiesen würde, und befürwortete das SDI-Programm.
Sein letzter Auftritt im Bundestag war am 17. Juni 1984, als er die Festrede der Gedenkveranstaltung zum Aufstand vom 17. Juni 1953 hielt.
Schröder starb am 31. Dezember 1989 in seinem Haus auf Sylt. Nach seinem Tode ehrte ihn der Deutsche Bundestag am 12. Januar 1990 mit einem Staatsakt im Plenarsaal. Gerhard Schröder wurde auf dem Friedhof der Inselkirche St. Severin in Keitum auf Sylt beigesetzt.

## Privates
Schröder hatte eine preußische Erziehung und hielt zu den meisten Menschen einen unterkühlten Abstand. Bis zu seinem Ausscheiden aus dem Bundestag 1980 duzte er sich mit keinem Mitglied der CDU/CSU-Bundestagsfraktion.
1960 baute sich Schröder auf der Nordseeinsel Sylt im Ort Kampen in der Südwestheide ein Ferienhaus, das er Atterdag nannte. Atterdag ist Dänisch und bedeutet „neuer Tag“, war aber auch der Beiname des dänischen Königs Waldemar IV. Hier unterhielt er zu damals einflussreichen Personen der Gesellschaft und Wirtschaft enge Beziehungen, wie etwa zu Berthold Beitz. Auf Sylt lernte Schröder auch den Maler Albert Aereboe kennen, der dort lebte und arbeitete und von dem er sich porträtieren ließ. Durch Aereboe wurde sein Interesse an moderner Kunst geweckt.
Schröder war ehrenamtlicher Präsident der Deutschen Gesellschaft für Photographie.

## Verhältnis zur Presse
Das anfangs gute Verhältnis zum Verleger Rudolf Augstein wurde durch einen negativen Artikel im Spiegel über Schröder als Innenminister hoffnungslos zerrüttet, obwohl Augstein in den ersten Jahren Schröder als potentiellen Kanzlerkandidaten sah. Zum Chef des Springer-Verlages Axel Springer konnte er nie ein gutes Verhältnis entwickeln, zeitweise wurde er in dessen Bild-Zeitung hart angegriffen, wie etwa am 23. März 1965 mit der Schlagzeile Minister Schröder – der Versager des Jahres. Man geht heute davon aus, dass Springer ein Gegner von Schröders Berlin-Politik war, den gaullistischen Kräften in der CDU/CSU näher stand und ebenso mit Schröders Israelpolitik nicht einverstanden war, denn die Freundschaft zu Israel gehörte zum Kern der Ausrichtung des Springer-Verlages.

## Auszeichnungen (Auszug)
- 1934 SA-Sportabzeichen[* 124]
- 1942 Eisernes Kreuz 2. Klasse[* 125]
- 1942 Verwundetenabzeichen schwarz[* 126]
- 1942 Medaille Winterschlacht im Osten 1941/42[* 127]
- 1942 Cholmschild[* 128]
- 1962 Großes Goldenes Ehrenzeichen am Bande für Verdienste um die Republik Österreich[16]
- 1965 Großkreuz des Verdienstordens der Italienischen Republik zusammen mit Willy Brandt
- 1966 Großkreuz des Ordens de Isabel la Católica

## Trivia
Am 10. Oktober 1987 sollte es auf WDR 2 ein Interview mit dem damaligen SPD-Oppositionsführer des niedersächsischen Landtages, Gerhard Schröder, über die geplatzte rot-grüne Koalition in Hessen geben. Durch einen Fehler hatten die Moderatoren nicht den SPD-Politiker per Telefon zugeschaltet bekommen, sondern Gerhard Schröder von der CDU, der aber ebenso irritiert war wie die Moderatoren. Die Sendung konnte trotzdem gerettet werden, da Gerhard Schröder auch zu diesem Thema seine Sicht der Dinge vortragen konnte.

## Veröffentlichungen
- Für oder wider das konstruktive Mißtrauensvotum. In: Bonner Hefte. 1953, Heft 1, S. 22–26.
- Wir brauchen eine heile Welt. Econ, Düsseldorf / Wien 1963.
- Das Flugzeug hieß „Westward Ho“. In: Horst Ferdinand (Hrsg.): Beginn in Bonn. Erinnerungen an den ersten Deutschen Bundestag. Herder, Freiburg / Basel / Wien 1985, ISBN 3-451-08235-7, S. 139–144.